# Opel Corsa
De Opel Corsa is een auto uit de compacte klasse geproduceerd door Opel in Europa en Zuid-Amerika. Dit model wordt in de wereld onder verschillende namen verkocht, zoals de Vauxhall Corsa (VK), Chevrolet Corsa (Zuid-Amerika), Sail of Barina (Azië en het Midden-Oosten), Holden Barina (Australië), Buick Sail en Opel Vita in Japan en China (er bestond namelijk al een Corsa van Toyota). Het model is in de VS en Canada verkocht onder de naam Chevy Swing.
Meer dan negen miljoen Corsa's zijn gebouwd door Opel Zaragoza in Figueruelas in Spanje. Het model wordt verder in landen als Duitsland, Argentinië en Brazilië geproduceerd.

## Corsa A (1982-1993)

### Kenmerken

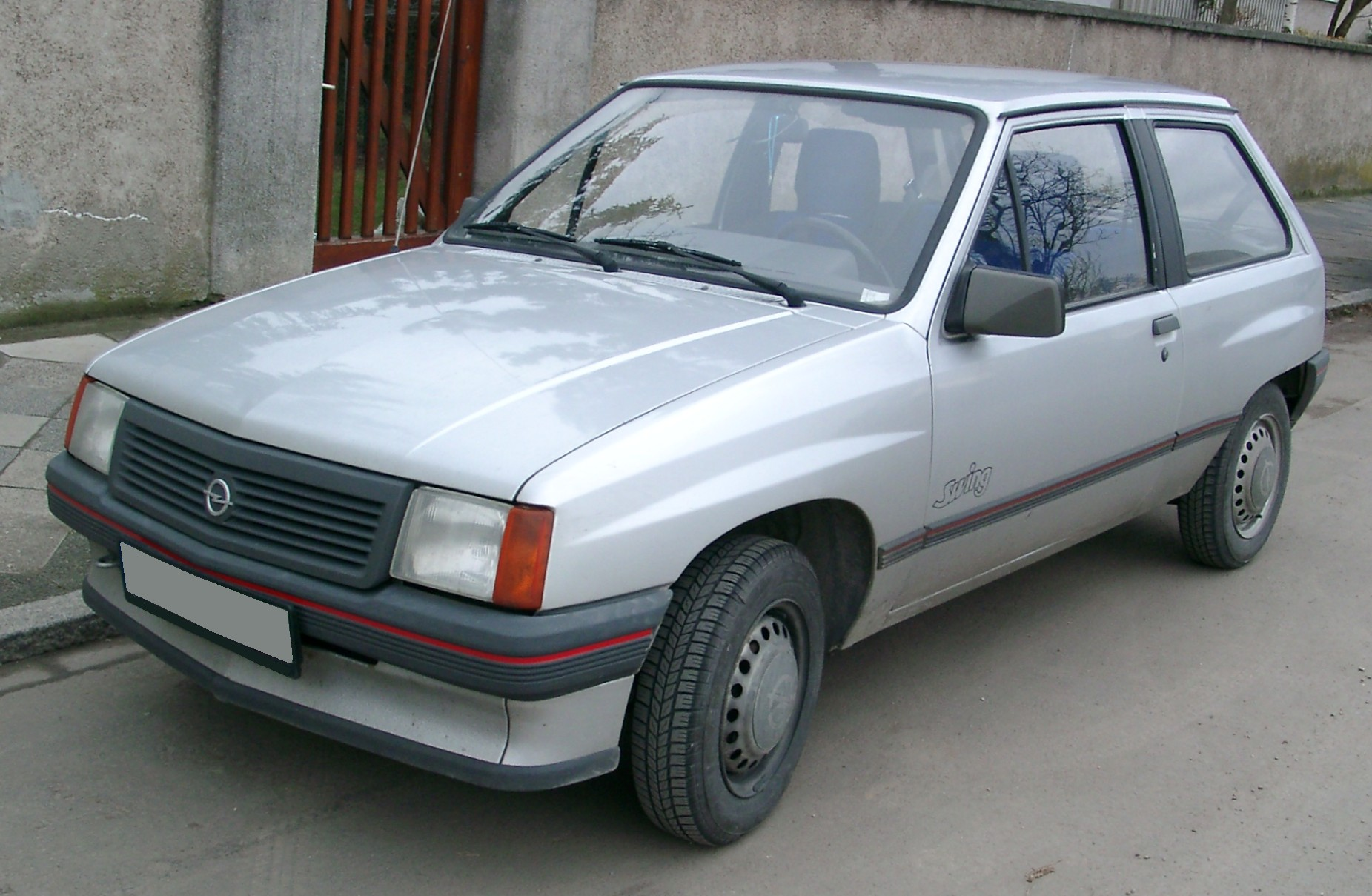
Corsa A (Hatchback)

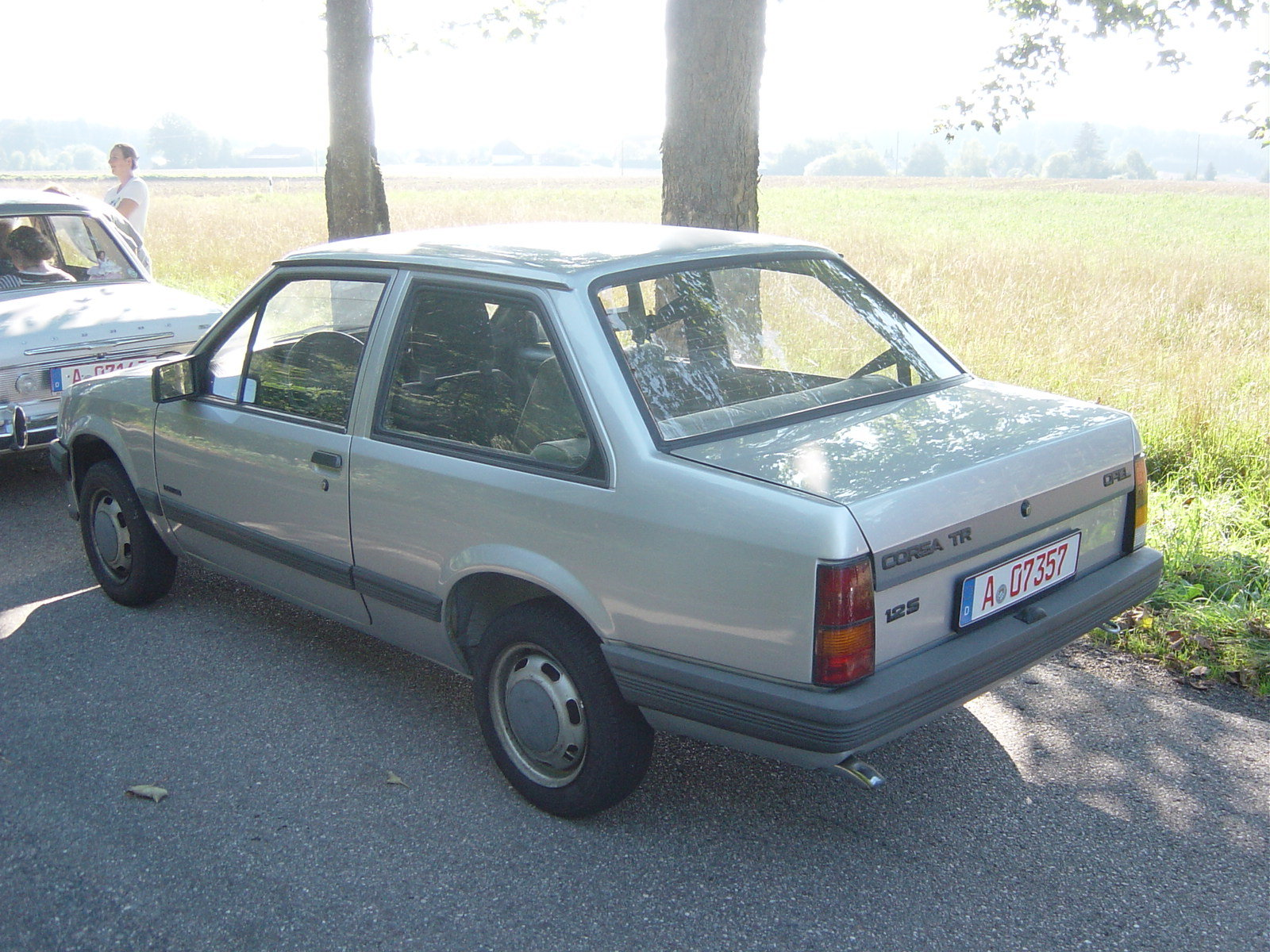
Corsa A (Sedan)

De Corsa A werd in 1982 gelanceerd als eerste auto uit de economyklasse van Opel. Het model zou de Chevette in Groot-Brittannië opvolgen, en een kleiner alternatief voor de Opel Kadett bieden. De Corsa wordt vaak gezien als het antwoord van Opel op de Ford Fiesta die zes jaar eerder werd uitgebracht. De Corsa A werd gebouwd door Opel Zaragozza.
De auto was verkrijgbaar in twee carrosserievarianten:
- Hatchback (drie- en vijfdeurs)
- Sedan (twee- en vierdeurs)

In september 1990 werd de stilering opgefrist, omdat de Corsa A in vergelijking met de Volkswagen Polo en de Peugeot 205 was verouderd. De Corsa kreeg toen andere bumpers, andere koplampen en een andere front grille. Dit type Opel weegt circa 710 kg. Bij de eerste facelift in 1987 werd enkel de frontgrille iets aangepast.

### GSi-uitvoering
In 1988 kreeg ook de Corsa, na de Opel Manta en de Opel Kadett, een sportievere uitvoering onder de naam GSi. Er bestaat ook een Irmscher-Corsaversie wat een verwijzing is naar het gelijknamige tuningmerk Irmscher Automobilbau.
De voorloper van het GSi model werd Corsa Sprint gedoopt.
Ook werden er een beperkt aantal cabrioversies gebouwd door enkele externe firma's waaronder Irmscher en Michalak. De Corsa A boekte succes in de rallysport. In Nederland hebben bijvoorbeeld de zonen van de Limburgse rallyrijder en Opel dealer Man Bergsteyn uit Berg en Terblijt enkele jaren in een Corsa A GSI groep A van Irmscher deelgenomen aan nationale en internationale rally's.

### Motoren
Benzine
| Code   | Type    | Motor     | Motor     | Vermogen | Koppel | Jaartal     | Opmerking                 |
| Code   | Type    | Inhoud    | Cilinders | Vermogen | Koppel | Jaartal     | Opmerking                 |
| ------ | ------- | --------- | --------- | -------- | ------ | ----------- | ------------------------- |
| 10S    | 1.0 S   | 993 cm³   | 4-in-lijn | 45 pk    | 68 Nm  | 1982 - 1993 |                           |
| 12NC   | 1.2     | 1.196 cm³ | 4-in-lijn | 45 pk    | 80 Nm  | 1986 - 1993 |                           |
| C12NZ  | 1.2     | 1.196 cm³ | 4-in-lijn | 45 pk    | 88 Nm  | 1990 - 1993 |                           |
| 12NV   | 1.2     | 1.196 cm³ | 4-in-lijn | 52 pk    | 86 Nm  | 1990 - 1993 |                           |
| 12ST   | 1.2 S   | 1.196 cm³ | 4-in-lijn | 55 pk    | 90 Nm  | 1982 - 1993 |                           |
| 13NB   | 1.3     | 1.297 cm³ | 4-in-lijn | 60 pk    | 96 Nm  | 1986 - 1990 | met geregelde katalysator |
| C13N   | 1.3     | 1.297 cm³ | 4-in-lijn | 60 pk    | 96 Nm  | 1985 - 1990 |                           |
| 13SB   | 1.3 S   | 1.297 cm³ | 4-in-lijn | 70 pk    | 101 Nm | 1982 - 1990 |                           |
| C14NZ  | 1.4 i   | 1.389 cm³ | 4-in-lijn | 60 pk    | 103 Nm | 1989 - 1993 | met geregelde katalysator |
| 14NV   | 1.4 S   | 1.389 cm³ | 4-in-lijn | 72 pk    | 108 Nm | 1989 - 1993 |                           |
| C14SE  | 1.4 i   | 1.389 cm³ | 4-in-lijn | 82 pk    | 116 Nm | 1991 - 1993 | met geregelde katalysator |
| C16NZ  | 1.6 GSI | 1.598 cm³ | 4-in-lijn | 72 pk    | 125 Nm | 1988 - 1991 | met geregelde katalysator |
| C16SEI | 1.6 GSi | 1.598 cm³ | 4-in-lijn | 98 pk    | 132 Nm | 1990 - 1992 | met geregelde katalysator |
| E16SE  | 1.6 GSi | 1.598 cm³ | 4-in-lijn | 101 pk   | 135 Nm | 1988 - 1990 |                           |
| C16SE  | 1.6 GSi | 1.598 cm³ | 4-in-lijn | 101 pk   | 135 Nm | 1990 - 1993 | met geregelde katalysator |

Diesel
| Code       | Type   | Motor     | Motor     | Vermogen | Koppel | Jaartal     | Opmerking |
| Code       | Type   | Inhoud    | Cilinders | Vermogen | Koppel | Jaartal     | Opmerking |
| ---------- | ------ | --------- | --------- | -------- | ------ | ----------- | --------- |
| 15D/4EC1   | 1.5 D  | 1.488 cm³ | 4-in-lijn | 50 pk    | 90 Nm  | 1987 - 1993 |           |
| 15DT/T4EC1 | 1.5 TD | 1.488 cm³ | 4-in-lijn | 67 pk    | 132 Nm | 1987 - 1993 |           |

## Corsa B (1993-2000)

### Kenmerken
De Corsa B werd in maart 1993 gelanceerd. In het Verenigd Koninkrijk werd de naam Corsa geïntroduceerd, ter vervanging van het vroegere Nova. De Corsa B was alleen leverbaar als hatchbackmodel, alleen in Zuid-Amerika en in Italië was de Corsa ook als stationwagen en sedan beschikbaar. Het moderne en vriendelijke uiterlijk van de Corsa B lijkt aan de gestegen verkoopcijfers te hebben bijgedragen. De driedeurs modellen en de Combo werden door Opel Antwerpen gebouwd en de vijfdeurs versie  door Opel Zaragoza.
Actiemodellen waren de "Joy" (1993-1994) en de "Swing" (1994). In het kader van het WK voetbal 1994 in de VS en 1998 in Frankrijk, heeft Opel ook speciale "World Cup"-versies uitgebracht.
In augustus 1997 kwam Opel met een facelift voor de Corsa met nieuwe bumpers, stootlijsten, grille, dashboard (deze werd zwart terwijl de oude uitvoering grijs was). In 1999 kwam Opel met de "Opel Corsa Centennial"-versie ter ere van het honderdjarige bestaan van het merk en vanwege de millennium wisseling. In juli 2000 zijn de laatste versies uitgebracht van dit type.
In augustus 1995 werd de Opel Tigra op de basis van Corsa B uitgebracht. Tevens is ook de tweede generatie van de Opel Combo op deze auto gebaseerd.

### Afbeeldingen

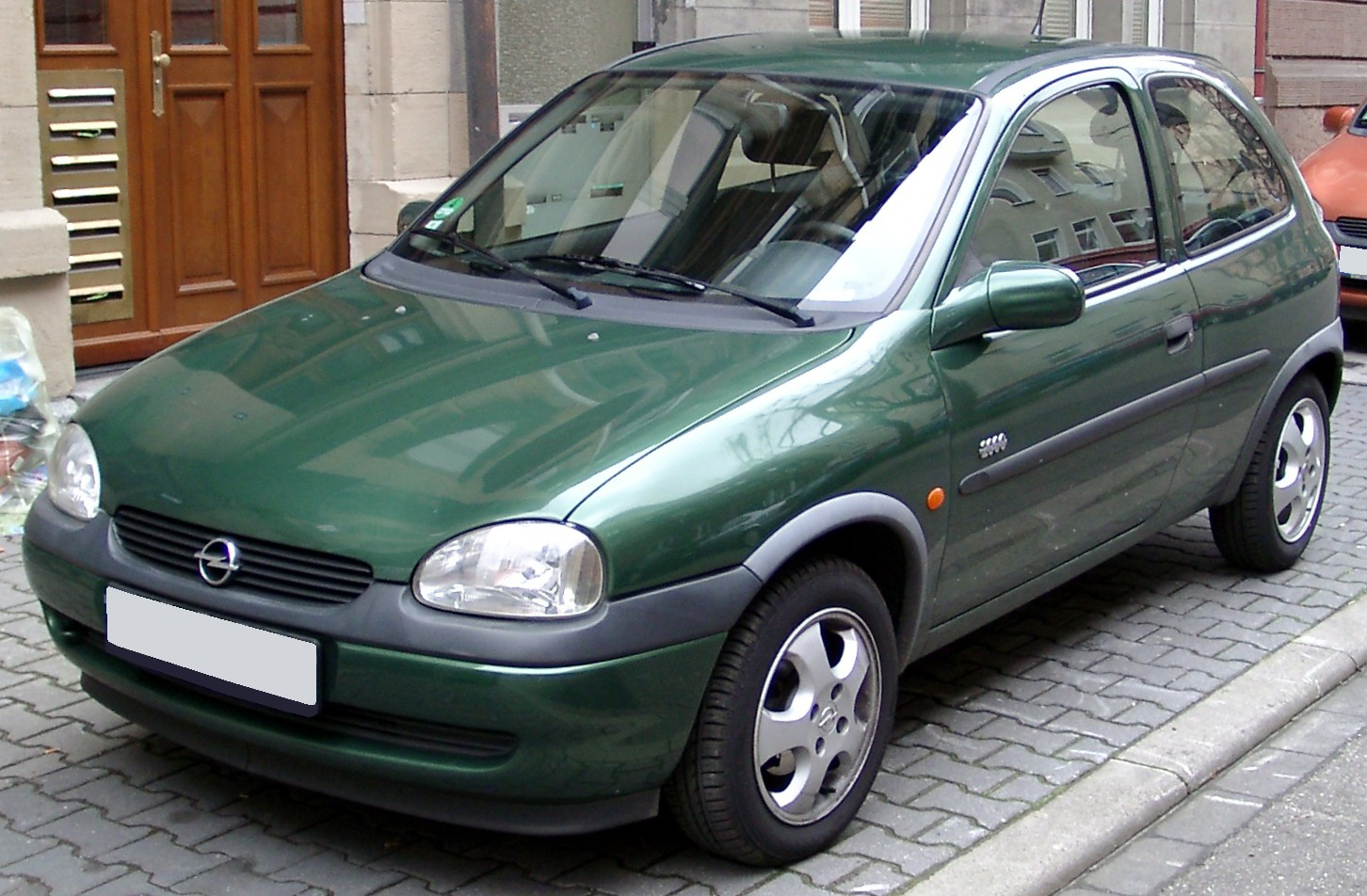
Corsa B
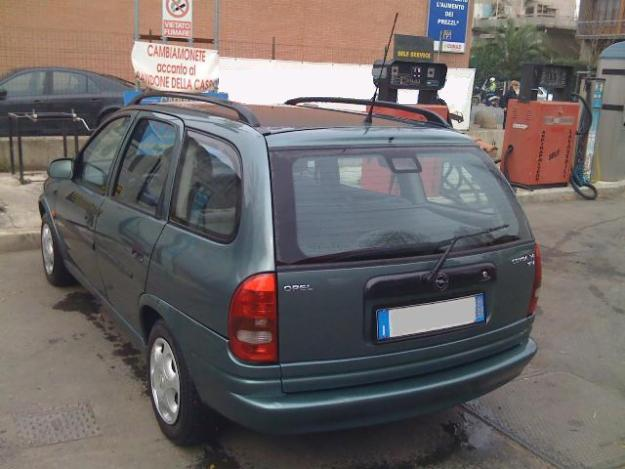
Corsa B (stationwagen)
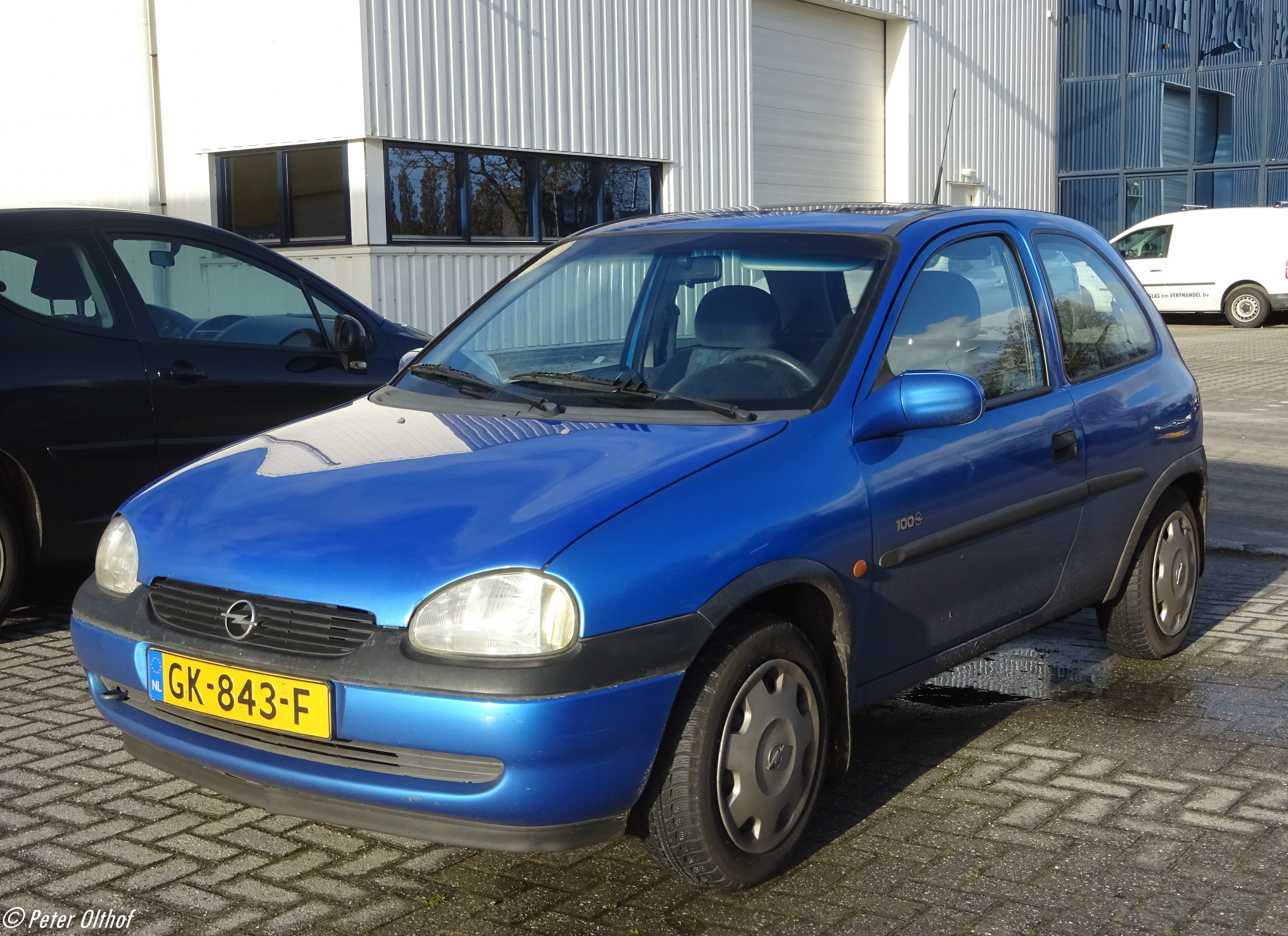
Corsa B Centennial

### Motoren
Benzine
| Code  | Type        | Motor     | Motor     | Motor   | Vermogen | Koppel | Jaartal     | Opmerking |
| Code  | Type        | Inhoud    | Cilinders | Kleppen | Vermogen | Koppel | Jaartal     | Opmerking |
| ----- | ----------- | --------- | --------- | ------- | -------- | ------ | ----------- | --------- |
| X10XE | 1.0 12V     | 973 cm³   | 3-in-lijn | 12v     | 55 pk    | 82 Nm  | 1997 - 2000 |           |
| X12SZ | 1.2 i       | 1.196 cm³ | 4-in-lijn | 8v      | 45 pk    | 88 Nm  | 1993 - 1998 |           |
| C12NZ | 1.2 i       | 1.196 cm³ | 4-in-lijn | 8v      | 45 pk    | 88 Nm  | 1993 - 1994 |           |
| X12XE | 1.2 16V     | 1.196 cm³ | 4-in-lijn | 16v     | 65 pk    | 110 Nm | 1998 - 2000 |           |
| C14NZ | 1.4 i       | 1.389 cm³ | 4-in-lijn | 8v      | 60 pk    | 103 Nm | 1993 - 1997 |           |
| X14SZ | 1.4 i       | 1.389 cm³ | 4-in-lijn | 8v      | 60 pk    | 106 Nm | 1997 - 1998 |           |
| C14SE | 1.4 si      | 1.389 cm³ | 4-in-lijn | 8v      | 82 pk    | 114 Nm | 1993 - 1996 |           |
| X14XE | 1.4 16V     | 1.389 cm³ | 4-in-lijn | 16v     | 90 pk    | 114 Nm | 1994 - 2000 |           |
| C16XE | 1.6 GSI 16V | 1.598 cm³ | 4-in-lijn | 16v     | 109 pk   | 150 Nm | 1994 - 1995 |           |
| X16XE | 1.6 GSI 16V | 1.598 cm³ | 4-in-lijn | 16v     | 106 pk   | 148 Nm | 1995 - 2000 |           |

Diesel
| Code                 | Type     | Motor     | Motor     | Motor   | Vermogen | Koppel | Jaartal     | Opmerking |
| Code                 | Type     | Inhoud    | Cilinders | Kleppen | Vermogen | Koppel | Jaartal     | Opmerking |
| -------------------- | -------- | --------- | --------- | ------- | -------- | ------ | ----------- | --------- |
| 4EC1                 | 1.5D     | 1.488 cm³ | 4-in-lijn | 8v      | 50 pk    | 90 Nm  | 1993 - 1996 |           |
| X15DT/T4EC1          | 1.5TD    | 1.488 cm³ | 4-in-lijn | 8v      | 67 pk    | 132 Nm | 1993 - 2000 |           |
| 17D/4EE1             | 1.7D     | 1.686 cm³ | 4-in-lijn | 8v      | 60 pk    | 112 Nm | 1996 - 1997 |           |
| X17D/4EE1            | 1.7D     | 1.686 cm³ | 4-in-lijn | 8v      | 60 pk    | 112 Nm | 1997 - 2000 |           |
| Renault F8Qt 1.9 dCi | 1.9 CDTI | 1.686 cm³ | 4-in-lijn | 8v      | 50 pk    | 150 Nm | 1998 - 2000 |           |

## Corsa C (2000-2006)

### Kenmerken
De Corsa C werd in augustus 2000 gelanceerd, met verschil in uitzicht tussen de drie- en vijfdeurs. Er was vanaf het begin een ruime keuze in motoren. De Corsa werd met een groot aantal benzine- en dieselmotoren geleverd. Het topmodel is de 1.8 GSi met een vermogen van 125 pk. De Corsa sprint hiermee in 9,0 seconden naar de 100 en haalt een top van 202 km/h. De Corsa C was ook lange tijd als enige geproduceerd Corsa model, leverbaar met bi-xenon koplampen. Met de introductie van de Corsa E is deze optie opnieuw leverbaar. De Corsa C bleef achter bij de verkoopcijfers van zijn voorganger. Mogelijk is het behoudende uiterlijk hier debet aan.
Bij de facelift voor modeljaar 2003 deden de nieuwe CDTi-dieselmotoren hun intrede. De 1.3 dieselmotor was afkomstig van Fiat. Ook kwamen er vernieuwde benzinemotoren met de efficiëntere Twinport-inspuiting. Het nieuwe uiterlijk werd gekenmerkt door grotere koplampen achter helder glas en een nieuwe grille met een chromen strip. Ook is de voor en achterbumper iets gewijzigd.
De benzine uitvoeringen werden standaard met 13 inch stalen velgen geleverd. Bij de diesel uitvoeringen was dit standaard 14 inch. Bij de Silverline uitvoeringen werden 15 inch lichtmetalen velgen geleverd.
Het onderstel van de Corsa C werd in 2002 gebruikt voor de assemblage van de Opel Meriva.

### Afbeeldingen

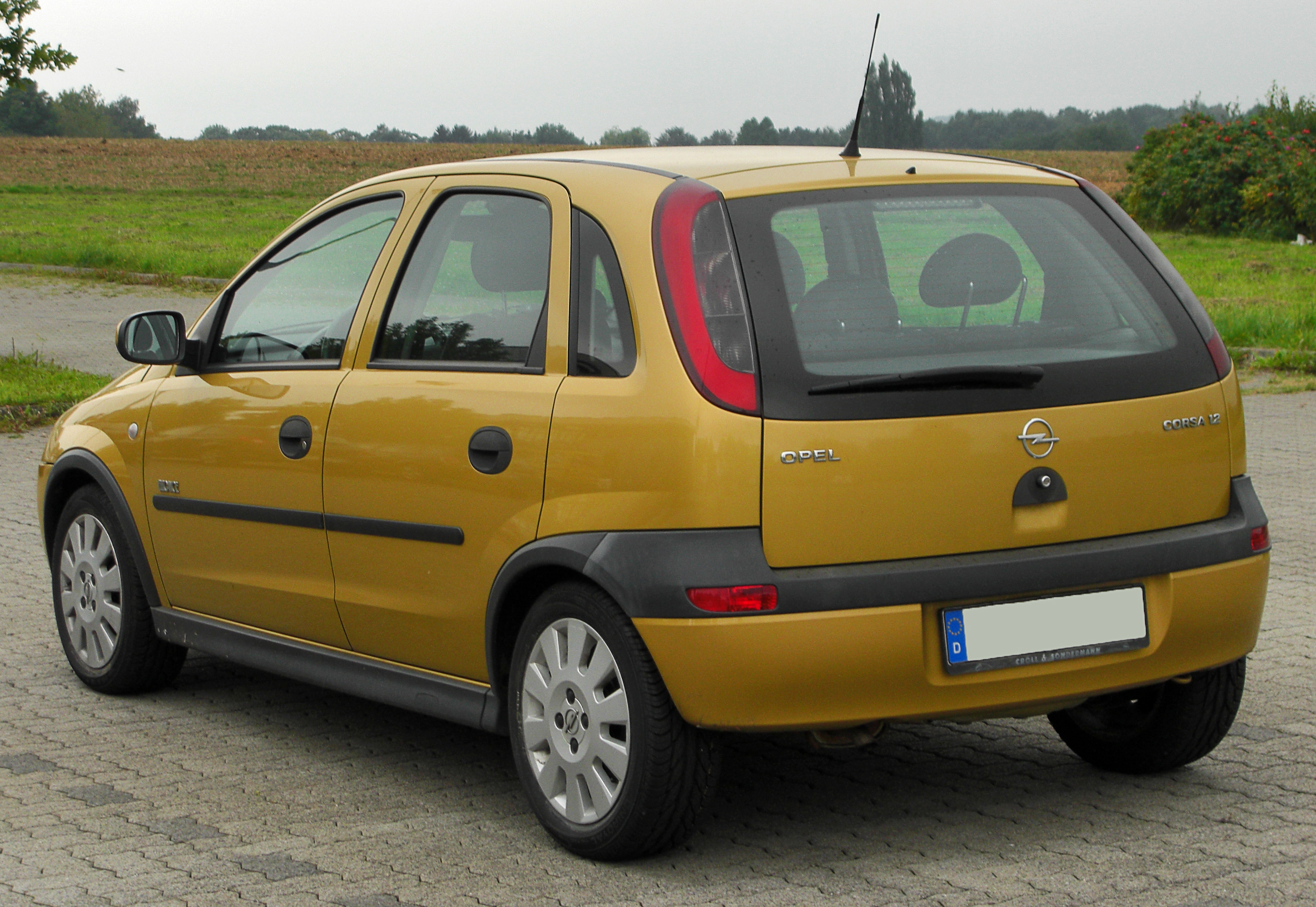
Opel Corsa vijfdeurs (2000–2003)
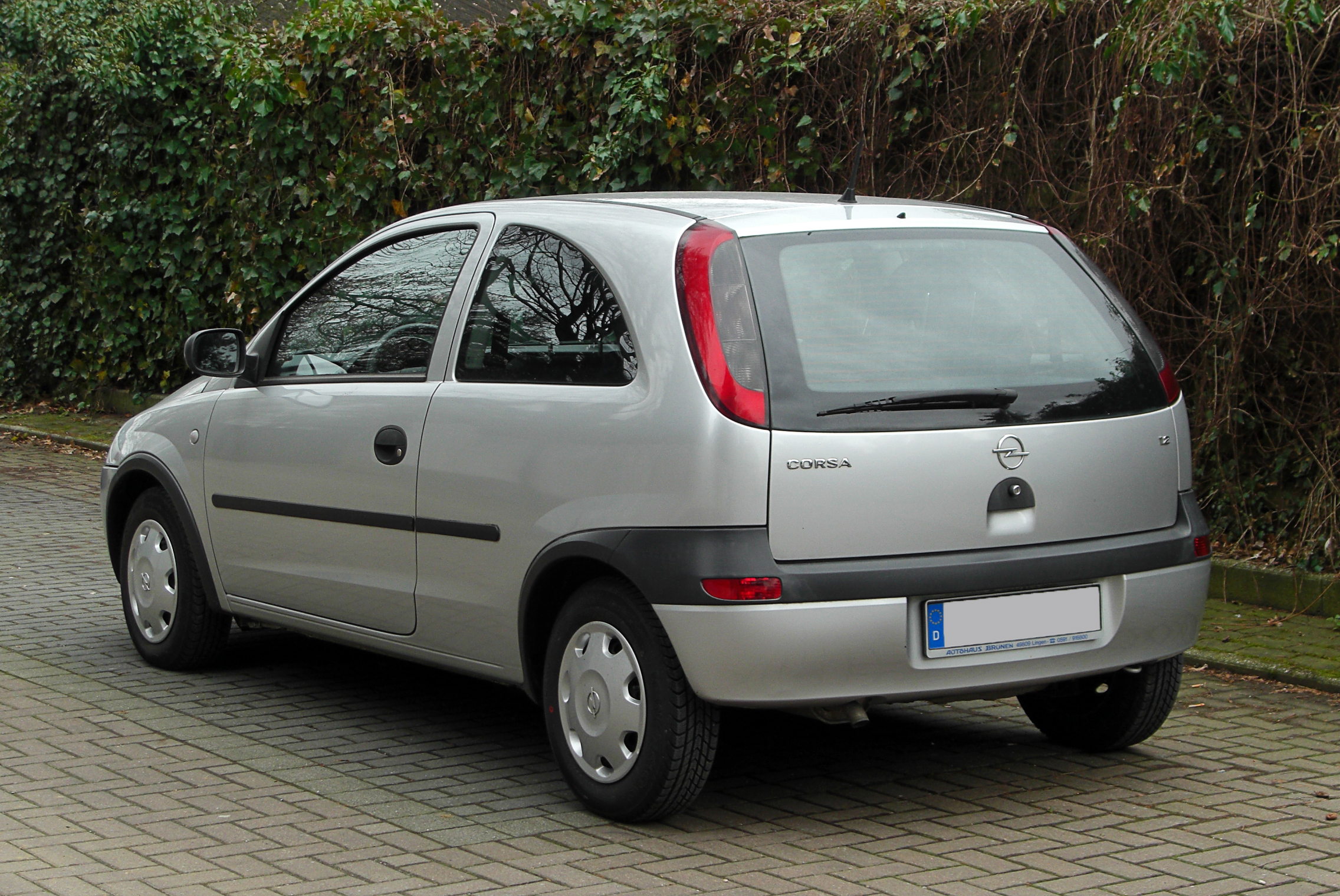
Opel Corsa driedeurs (2000–2003)
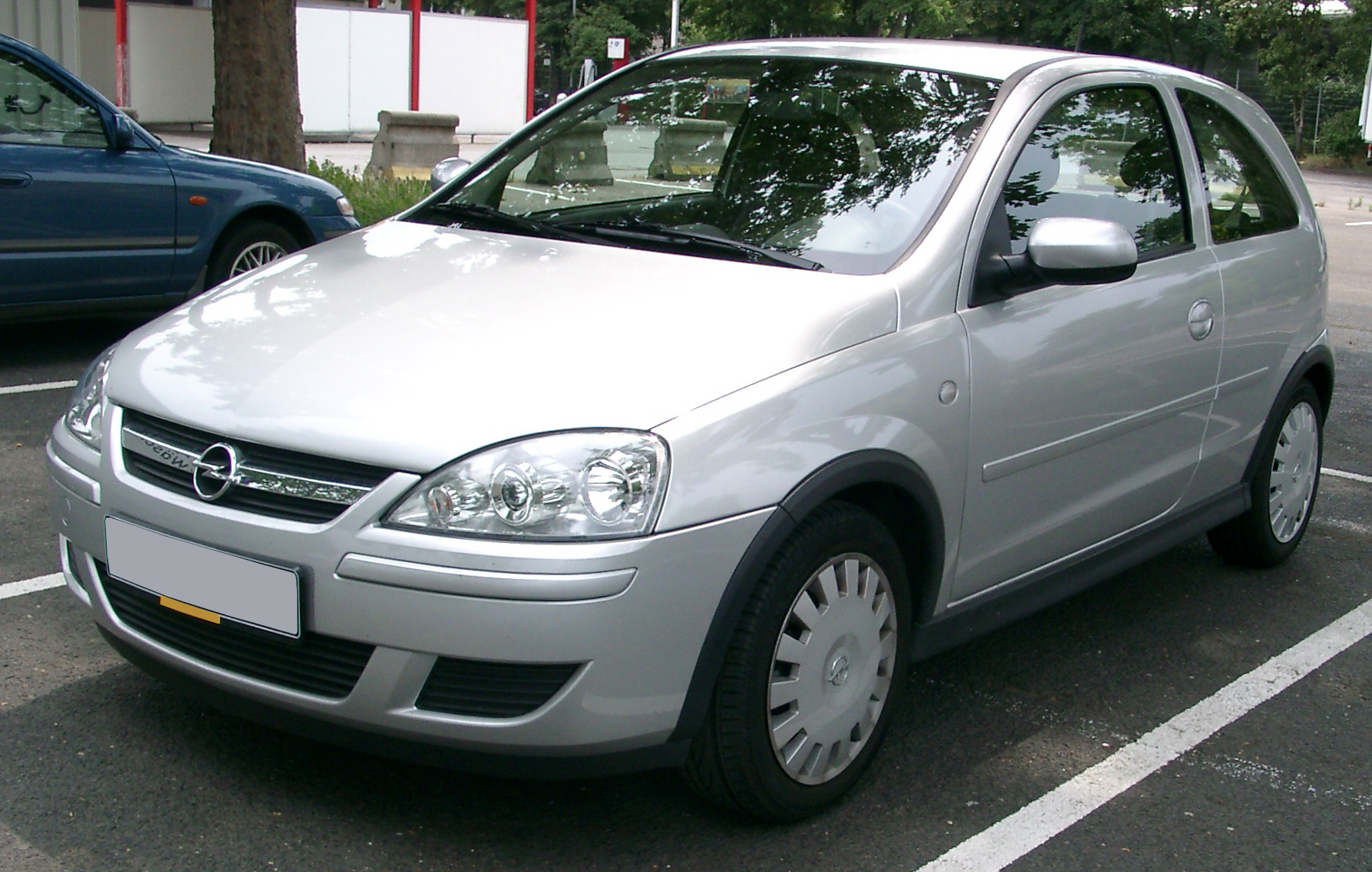
Opel Corsa driedeurs (2003–2006)
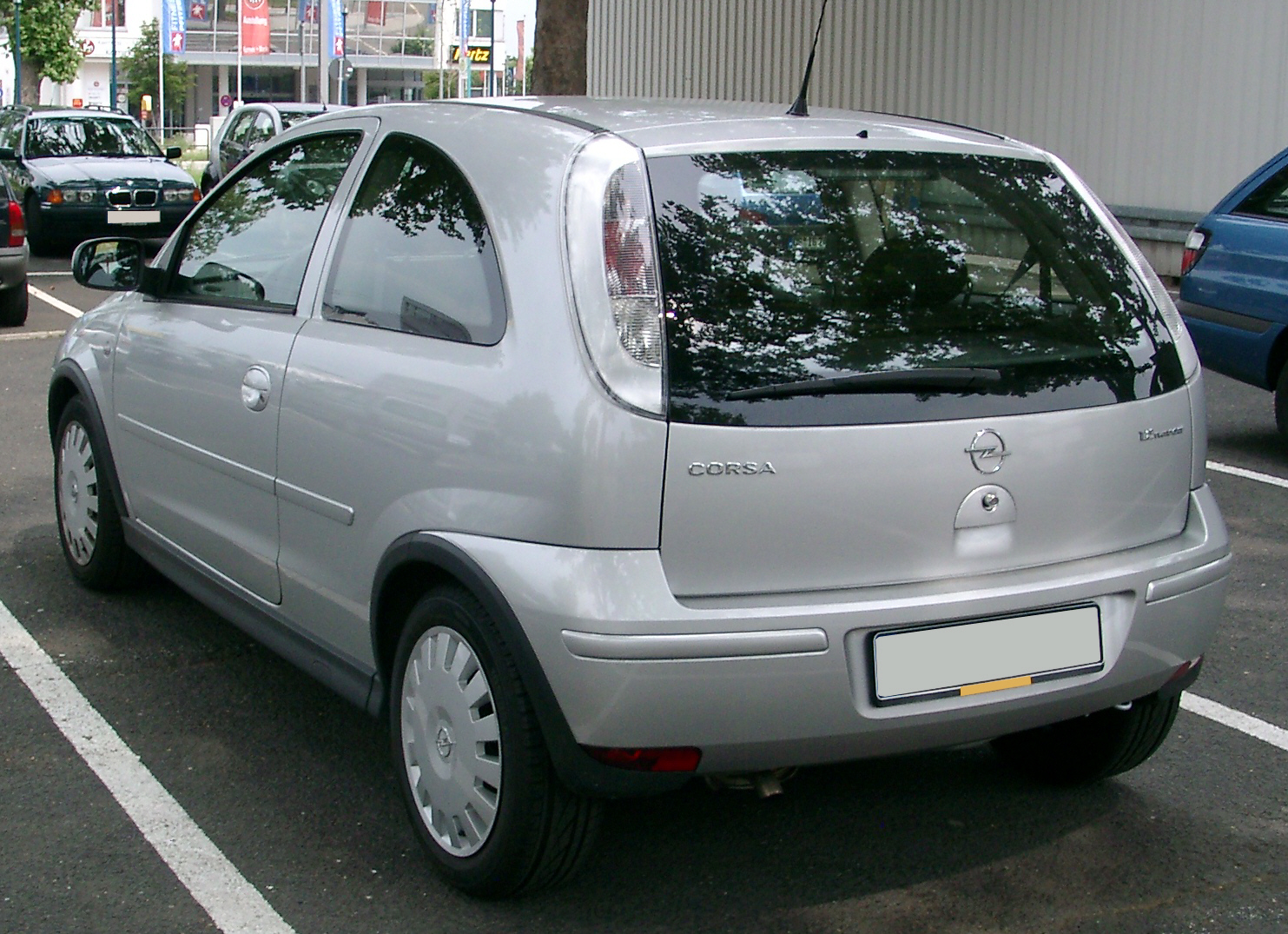
Opel Corsa driedeurs (2003–2006)
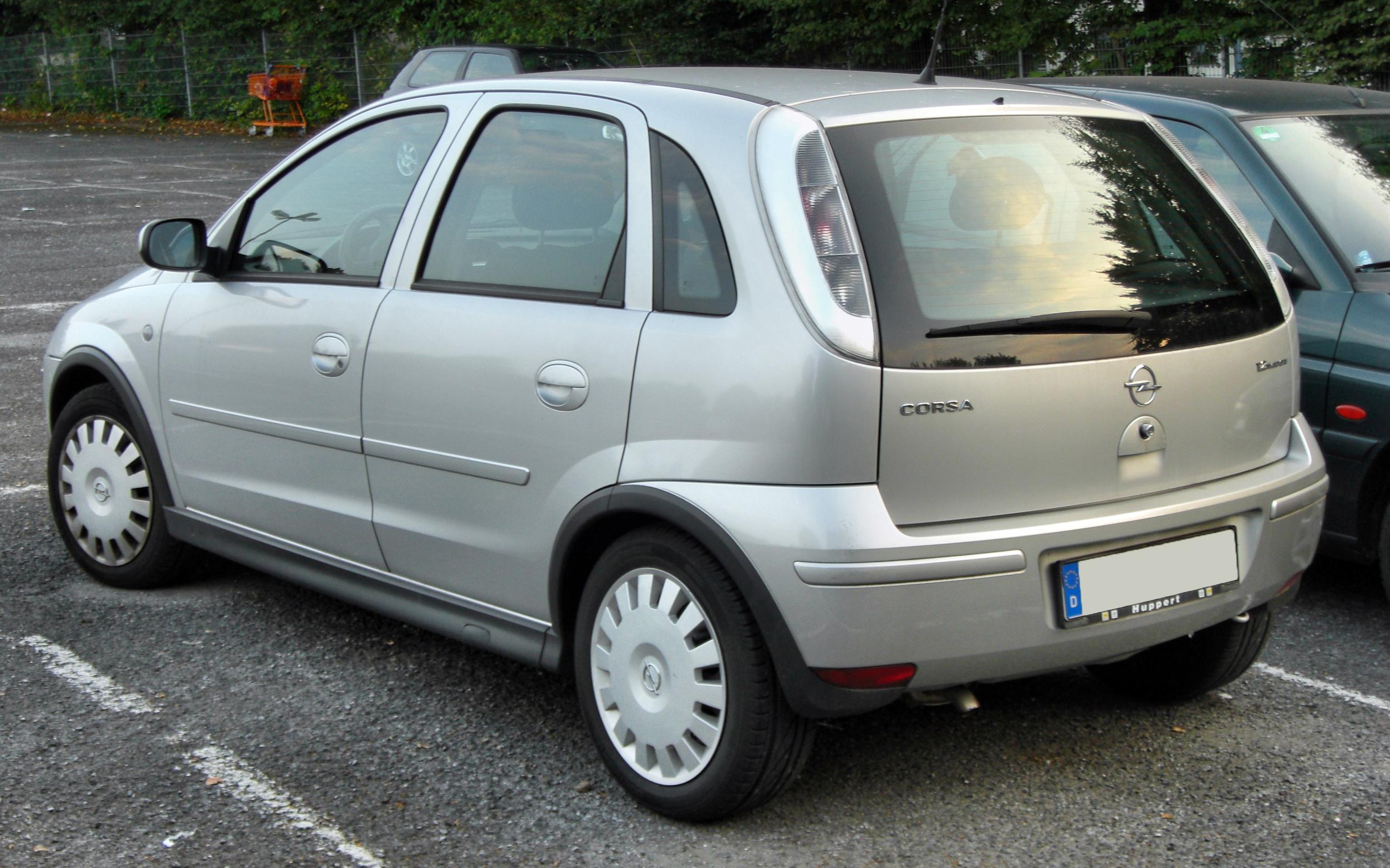
Opel Corsa vijfdeurs (2003–2006)
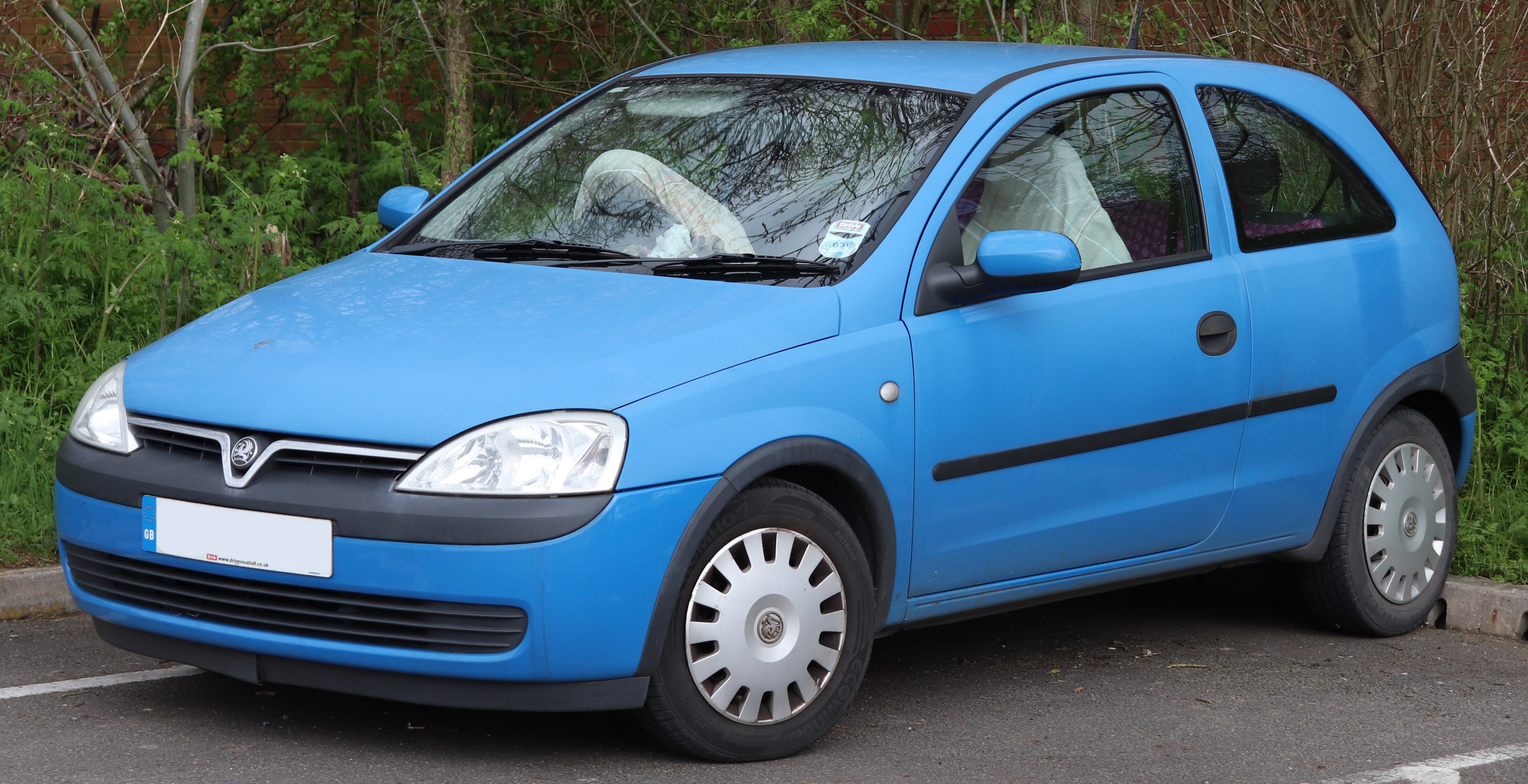
Voor facelift Vauxhall Corsa
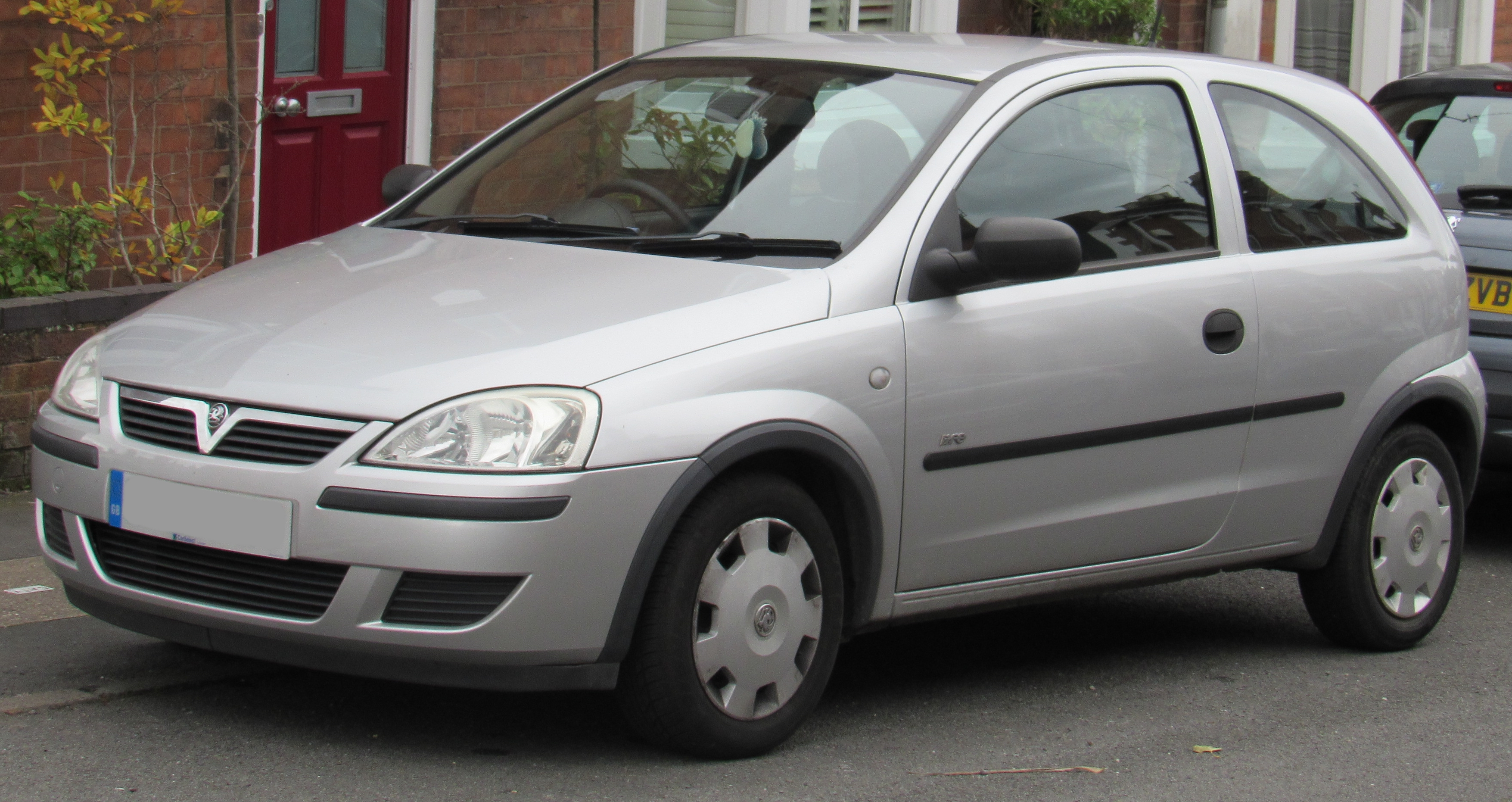
Na facelift Vauxhall Corsa
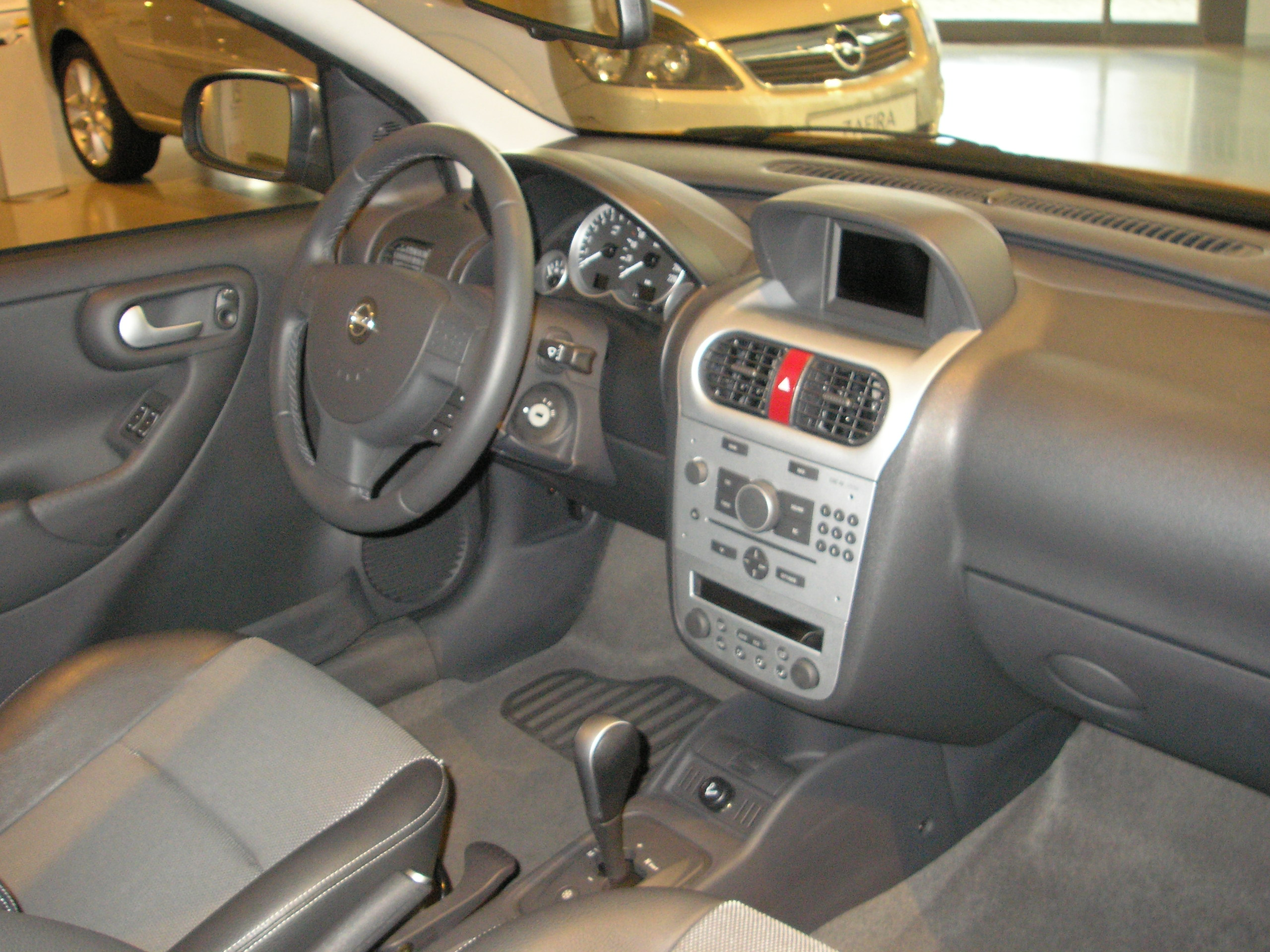
Interieur

### Motoren
Benzine
| Type    | Motor     | Motor     | Motor   | Vermogen | Koppel | Jaartal     | Opmerking   |
| Type    | Inhoud    | Cilinders | Kleppen | Vermogen | Koppel | Jaartal     | Opmerking   |
| ------- | --------- | --------- | ------- | -------- | ------ | ----------- | ----------- |
| 1.0 12V | 973 cm³   | 3-in-lijn | 12v     | 58 pk    | 85 Nm  | 2000 - 2003 |             |
| 1.0 12V | 998 cm³   | 3-in-lijn | 12v     | 60 pk    | 88 Nm  | 2003 - 2006 | Twinport    |
| 1.2 16V | 1.199 cm³ | 4-in-lijn | 16v     | 75 pk    | 110 Nm | 2000 - 2004 |             |
| 1.2 16V | 1.229 cm³ | 4-in-lijn | 16v     | 80 pk    | 110 Nm | 2004 - 2006 | Twinport    |
| 1.4 16V | 1.389 cm³ | 4-in-lijn | 16v     | 90 pk    | 125 Nm | 2000 - 2004 |             |
| 1.4 16V | 1.364 cm³ | 4-in-lijn | 16v     | 90 pk    | 125 Nm | 2004 - 2006 | Twinport    |
| 1.8 16V | 1.796 cm³ | 4-in-lijn | 16v     | 125 pk   | 165 Nm | 2000 - 2006 | GSi (Z18XE) |

Diesel
| Type        | Motor     | Motor     | Motor   | Vermogen | Koppel | Jaartal     | Opmerking                |
| Type        | Inhoud    | Cilinders | Kleppen | Vermogen | Koppel | Jaartal     | Opmerking                |
| ----------- | --------- | --------- | ------- | -------- | ------ | ----------- | ------------------------ |
| 1.7 Di 16V  | 1.686 cm³ | 4-in-lijn | 16v     | 65 pk    | 130 Nm | 2000 - 2003 | (Isuzu-motor)            |
| 1.3 CDTi    | 1.248 cm³ | 4-in-lijn | 16v     | 70 pk    | 170 Nm | 2003 - 2006 | common-rail (Fiat-motor) |
| 1.7 DTi 16V | 1.686 cm³ | 4-in-lijn | 16v     | 75 pk    | 165 Nm | 2000 - 2003 | (Isuzu-motor)            |
| 1.7 CDTi    | 1.686 cm³ | 4-in-lijn | 16v     | 100 pk   | 240 Nm | 2003 - 2006 | (Isuzu-motor)            |
| 1.9 CDTI    | 1.686 cm³ | 4-in-lijn | 16v     | 100 pk   | 240 Nm | 2000 - 2006 | common-rail (Fiat-motor) |

## Corsa D (2006-2014)

### Kenmerken
De Corsa D kwam in de zomer van 2006 op de markt en is gebaseerd op het Fiat/GM SCSS-platform. Hiermee deelt de Corsa D zijn onderstel met de in 2005 geïntroduceerde Fiat Grande Punto. De driedeursversie is net als de Opel Astra een sportcoupé terwijl het vijfdeursmodel een meer elegante en luxe uitstraling heeft gekregen. De Corsa D beleefde zijn wereldpremière als Opel en Vauxhall op maandag 17 juli 2006 in Londen.
Voor de promotie van deze auto heeft Opel fantasiepoppetjes ontworpen onder de naam C'mon. De reclamefilmpjes op televisie waarin deze poppetjes figureerden konden een attractie op zich genoemd worden. De poppetjes waren destijds verkrijgbaar bij de Opel en Vauxhall dealers.
De driedeursversies van de Corsa D werden in Eisenach (Duitsland) geproduceerd en de vijfdeursversies in Zaragoza (Spanje).
Van deze eerste serie Corsa D heeft Opel in 2008 voor uitsluitend het Duitse taalgebied (thuisland Duitsland, Oostenrijk en Zwitserland) een bi-fuelversie (lpg en benzine) uitgebracht. Deze was uitsluitend in driedeursversie leverbaar met de 1.4 16v-motor van 90 pk. Deze versie is maar korte tijd (tot en met modeljaar 2009-2010) leverbaar geweest.
Kenmerkend voor deze generatie Corsa is het zogenaamde FlexFix systeem. Dit is een fietsendrager die geïntegreerd is in de achterbumper en ruimte biedt voor twee fietsen.

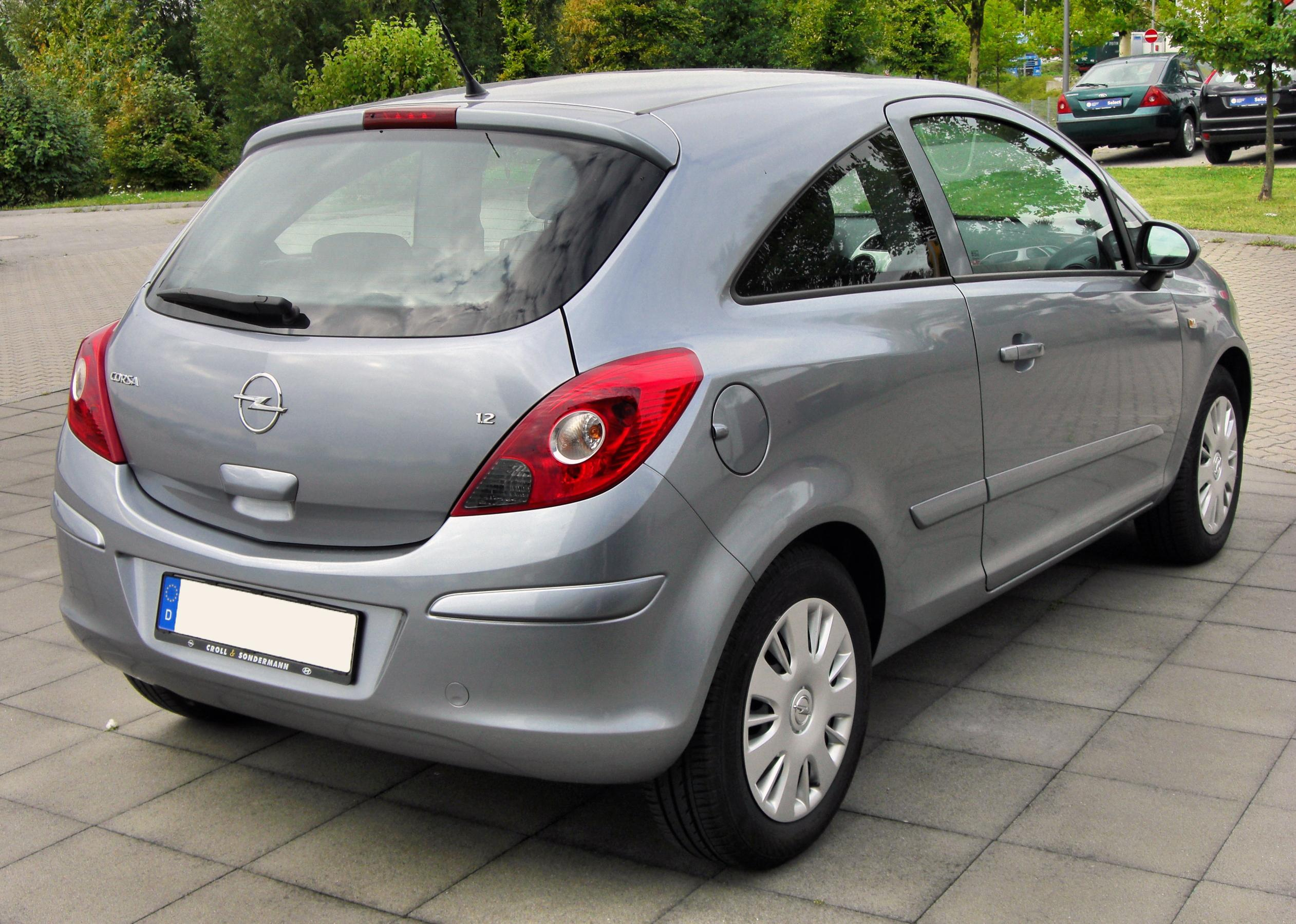
3-deurs achteraanzicht
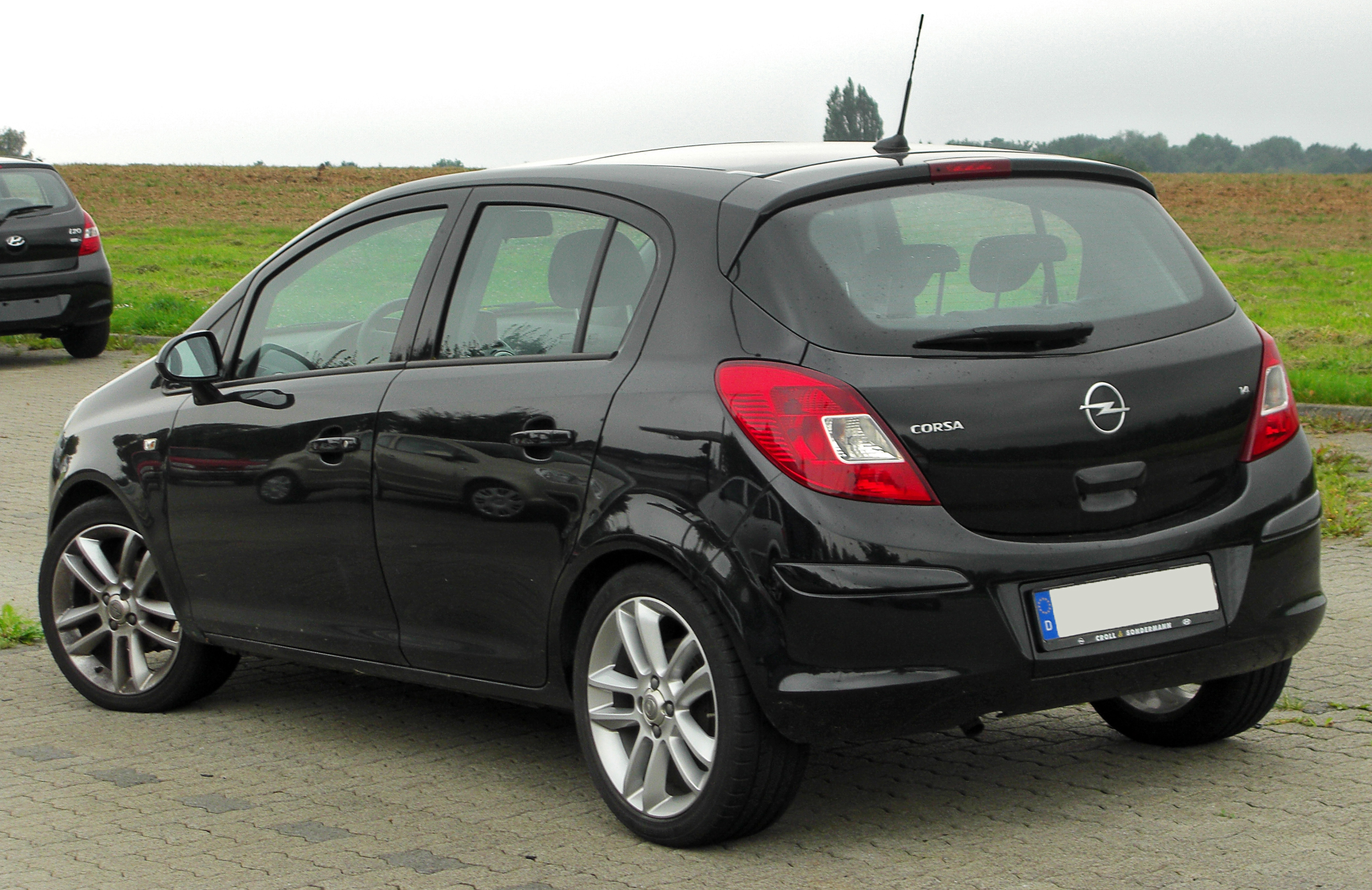
5-deurs achteraanzicht
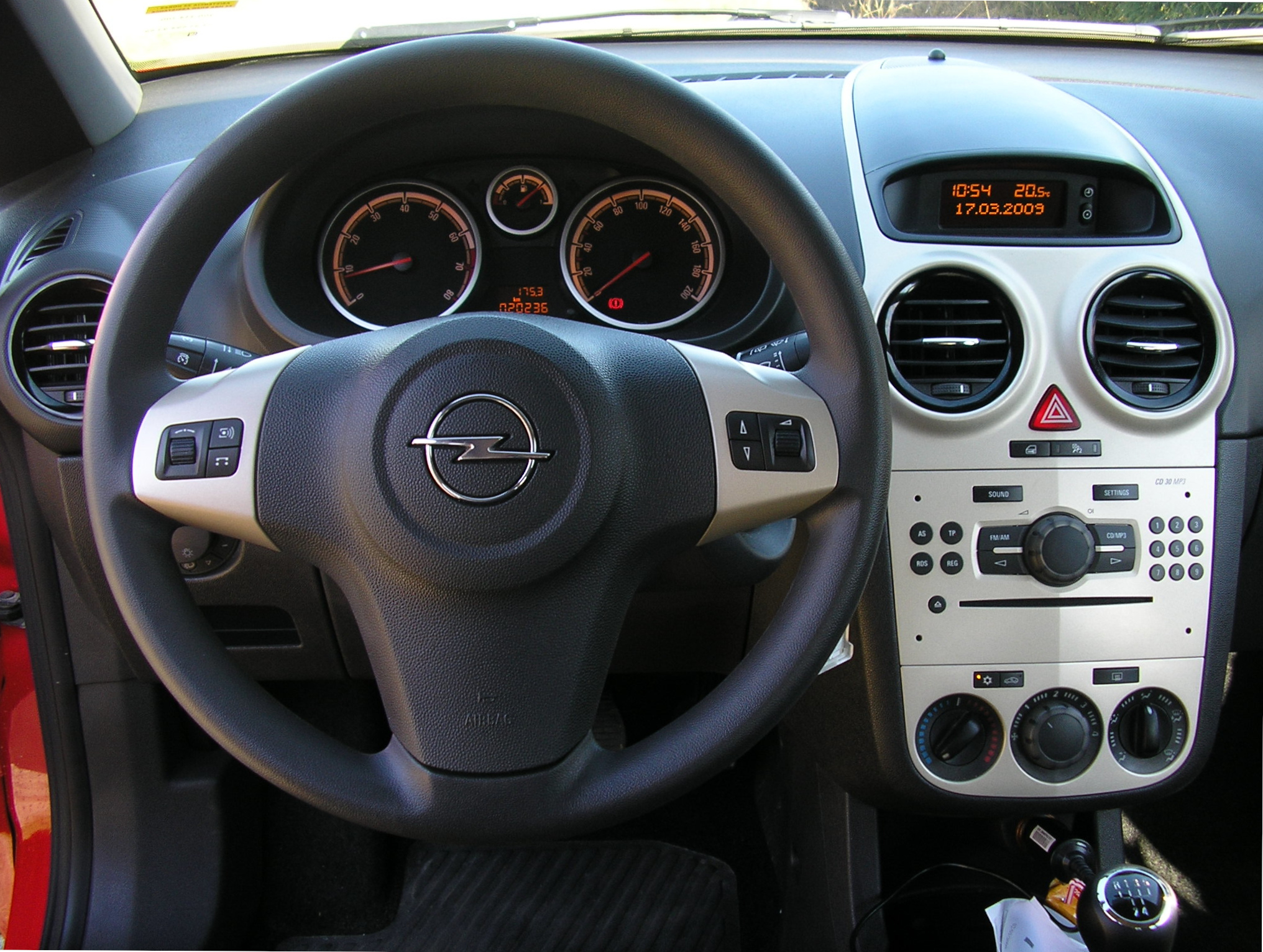
Interieur

### Facelift 2010
Per januari 2010 kreeg de Corsa een kleine facelift. De wijzigingen waren vooral onderhuids. Zo werden veel motoren vernieuwd. De nieuwe generatie Opel Ecotec motoren waren zuiniger, voldoen aan de Euro 5 norm en hadden meer vermogen. Zo werd het vermogen van de nieuwe 1.4 16v-motor verhoogd naar 101 pk. Verder werd het stuurgedrag verbeterd door aanpassingen in het onderstel en de software van de elektronische stuurbekrachtiging, wat leidde tot een betere rechtuit stabiliteit en een prettigere besturing. Ook verviel per januari 2010 de motorinhoudaanduiding op de achterklep.

### Facelift 2011
In november 2011 kreeg de Corsa opnieuw een facelift. Dit keer waren de wijzigingen ook aan de buitenkant zichtbaar. De voorbumper, mistlampen en grille werden vernieuwd en in de koplampen werd dagrijverlichting geïntegreerd. Tevens werd het Opel logo op de achterklep gewijzigd. Dit was nu iets kleiner en dikker gestileerd met boven in de ronding de merknaam Opel. Ook kon de Corsa vanaf nu besteld worden met het Touch & Connect navigatie- en audiosysteem (zeven speakers) van Bosch.

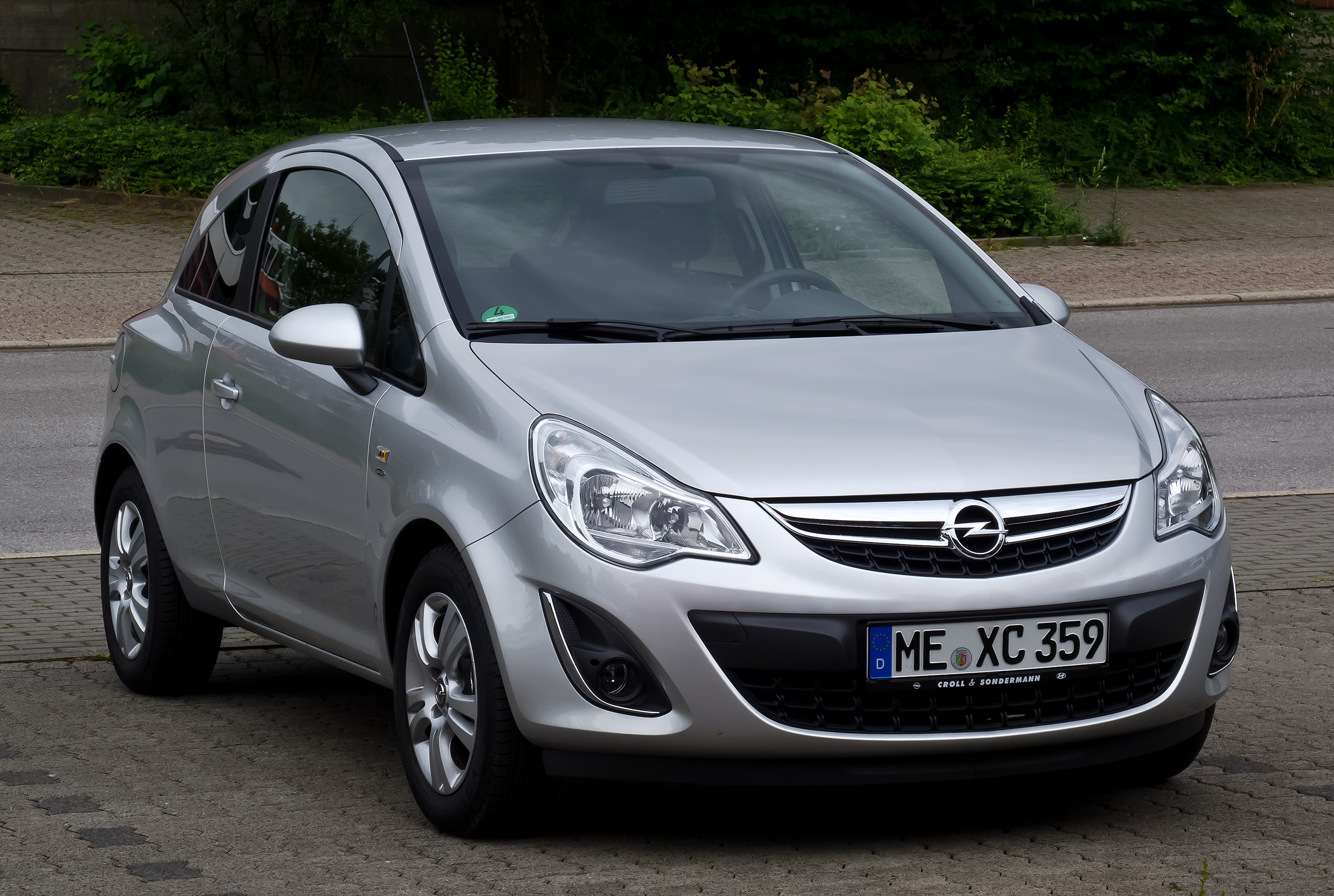
driedeurs vooraanzicht (2011-2014)
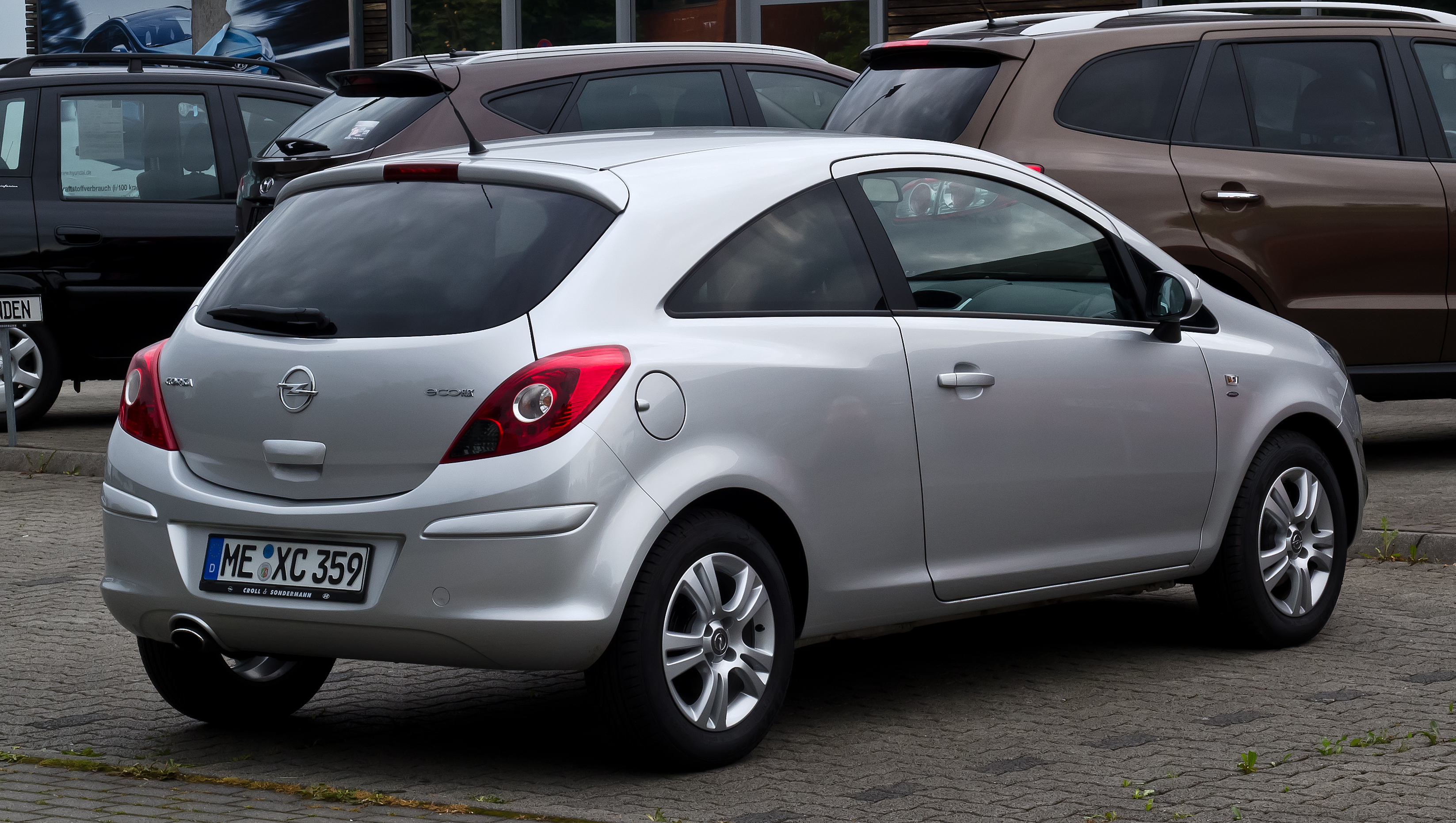
driedeurs achteraanzicht (2011-2014)

### OPC
In 2007 werd de Corsa OPC geïntroduceerd, de sportiefste variant van de Corsa. Deze OPC is enkel als driedeurs beschikbaar en bevat een 1,6 liter turbomotor met 141 kW (192 pk) en 230 Nm koppel. Daarmee bereikt deze Corsa een topsnelheid van 225 km/h en sprint hij in 7,2 s van 0 km/h naar 100 km/h. De OPC wordt gekenmerkt door een sportievere voor- en achterbumper, een dakspoiler, 17-inch velgen en een sport uitlaat, waarbij de einddemper een soort van driehoek vormt en midden onder de achterbumper is geplaatst. Optioneel waren er 18-inch velgen te krijgen. In het interieur zijn Recaro-stoelen te vinden en een OPC-stuurwiel en -versnellingspook.

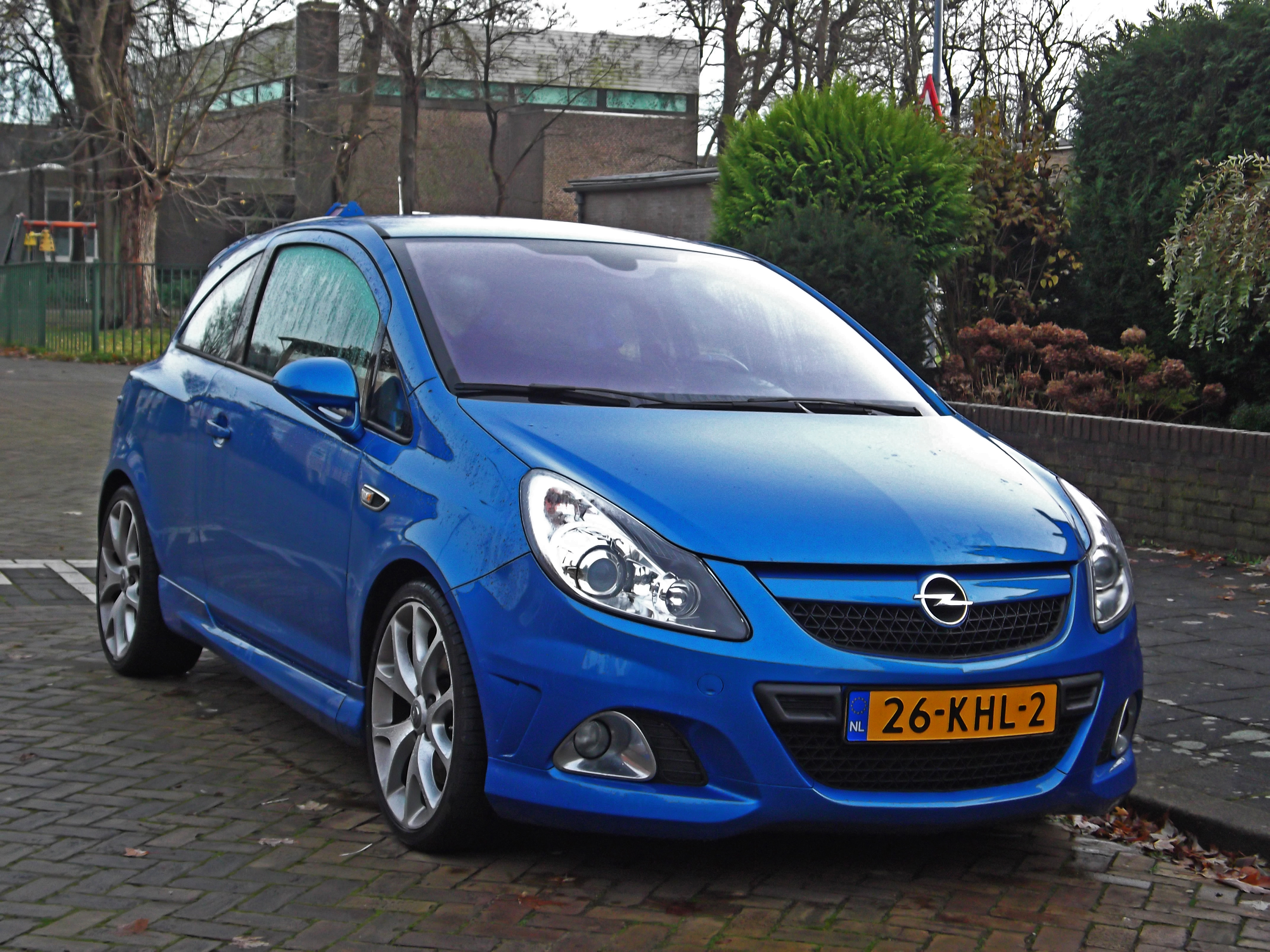
OPC vooraanzicht (2007-2011)
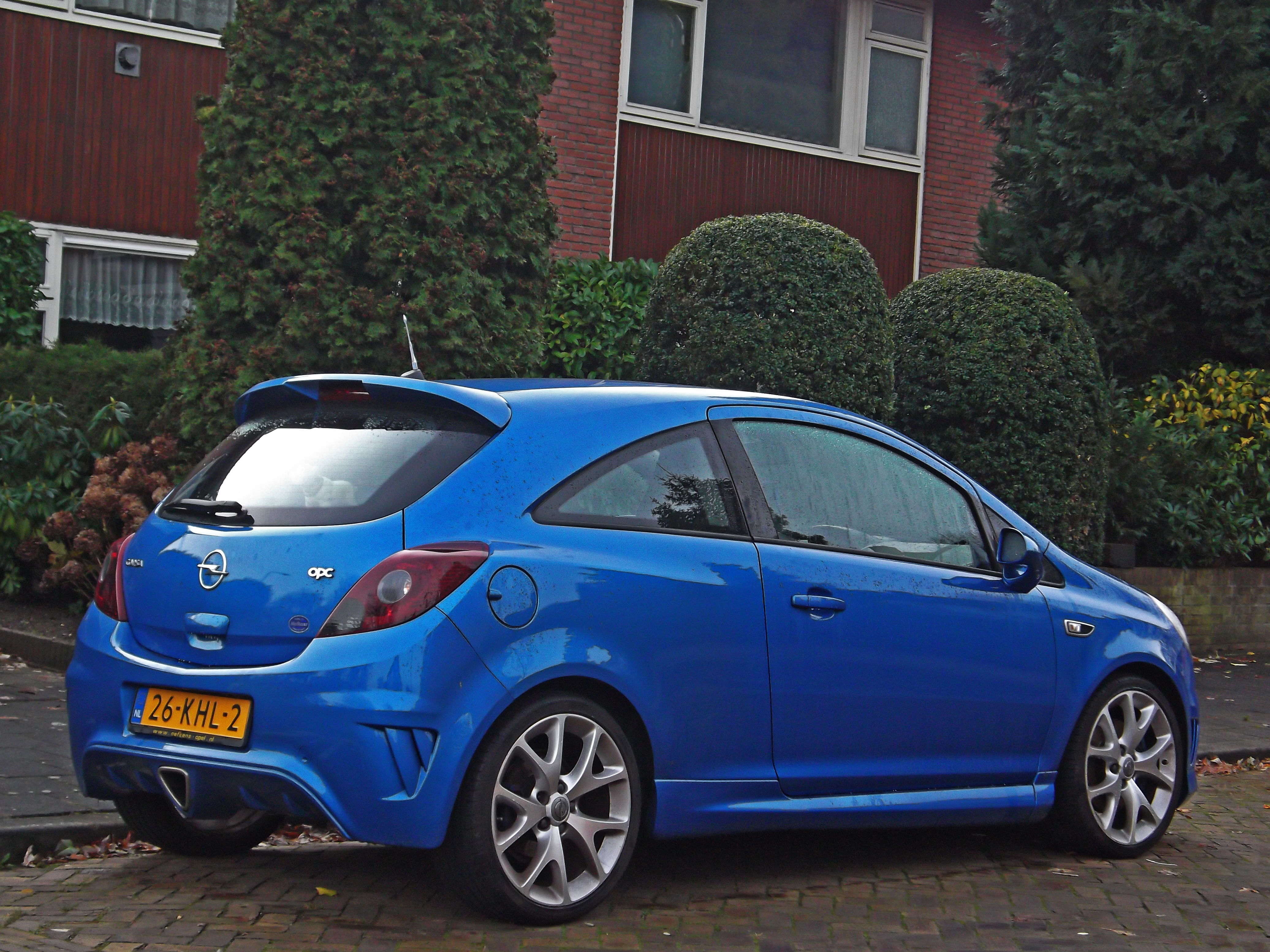
OPC achteraanzicht (2007-2011)
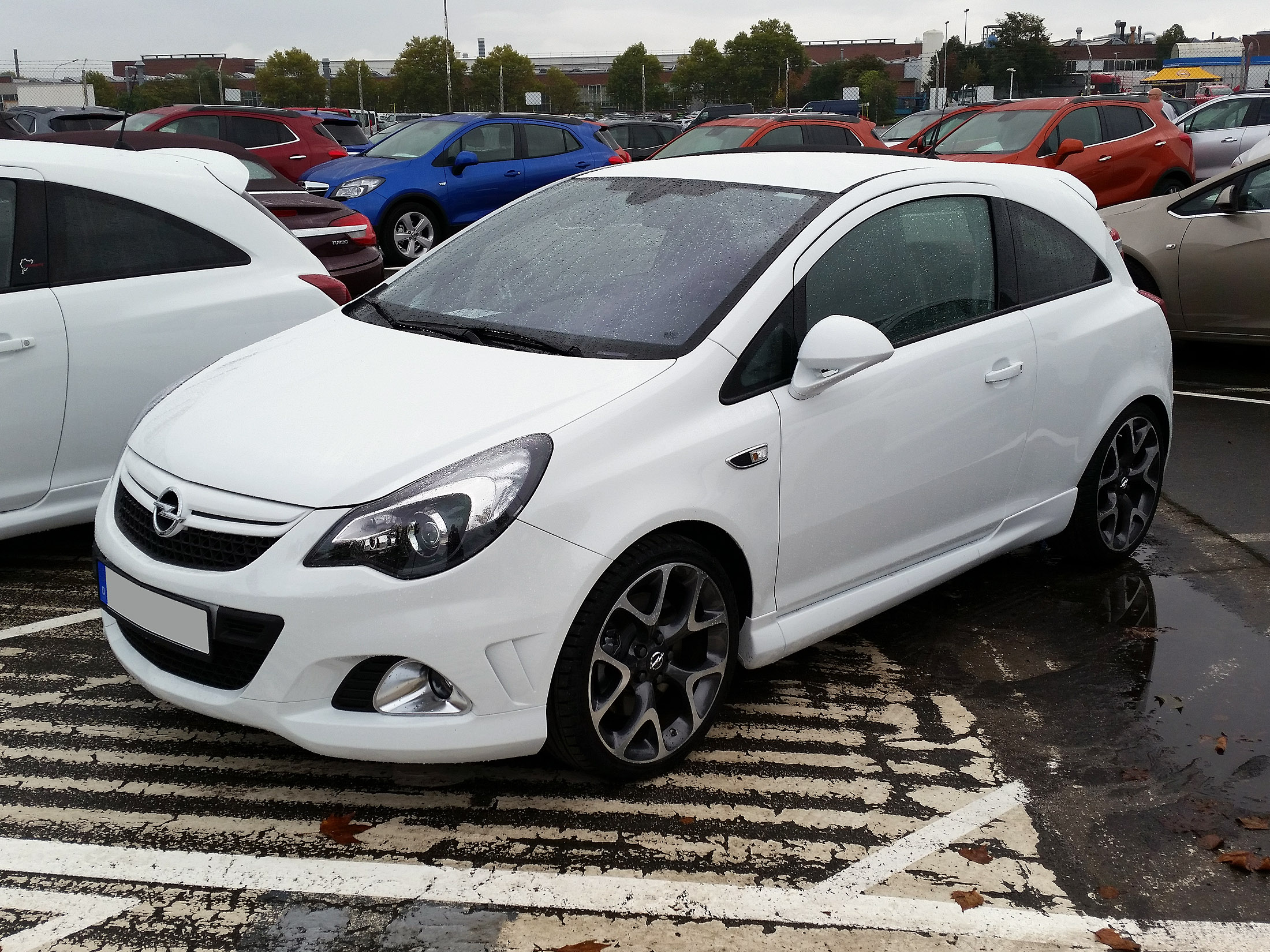
OPC vooraanzicht (2011-2014)

### OPC Nürburgring Edition
Bij de facelift in november 2011 bracht Opel ook de OPC Nürburgring Edition op de markt. Voor deze uitvoering werd de 1,6-turbomotor verder getuned naar 155 kW (210 pk) en 250 Nm koppel. Tijdens overboost levert de motor 280 Nm koppel. Daarmee bereikt deze Corsa een topsnelheid van 230 km/h en sprint hij in 6,8 s van 0 km/h naar 100 km/h. De Nürburgring Edition kreeg standaard Brembo remmen en een mechanisch sperdifferentieel wat voor het segment redelijk uniek is. Van deze versie was ook de gelimiteerde Nürburgring Black Edition leverbaar.

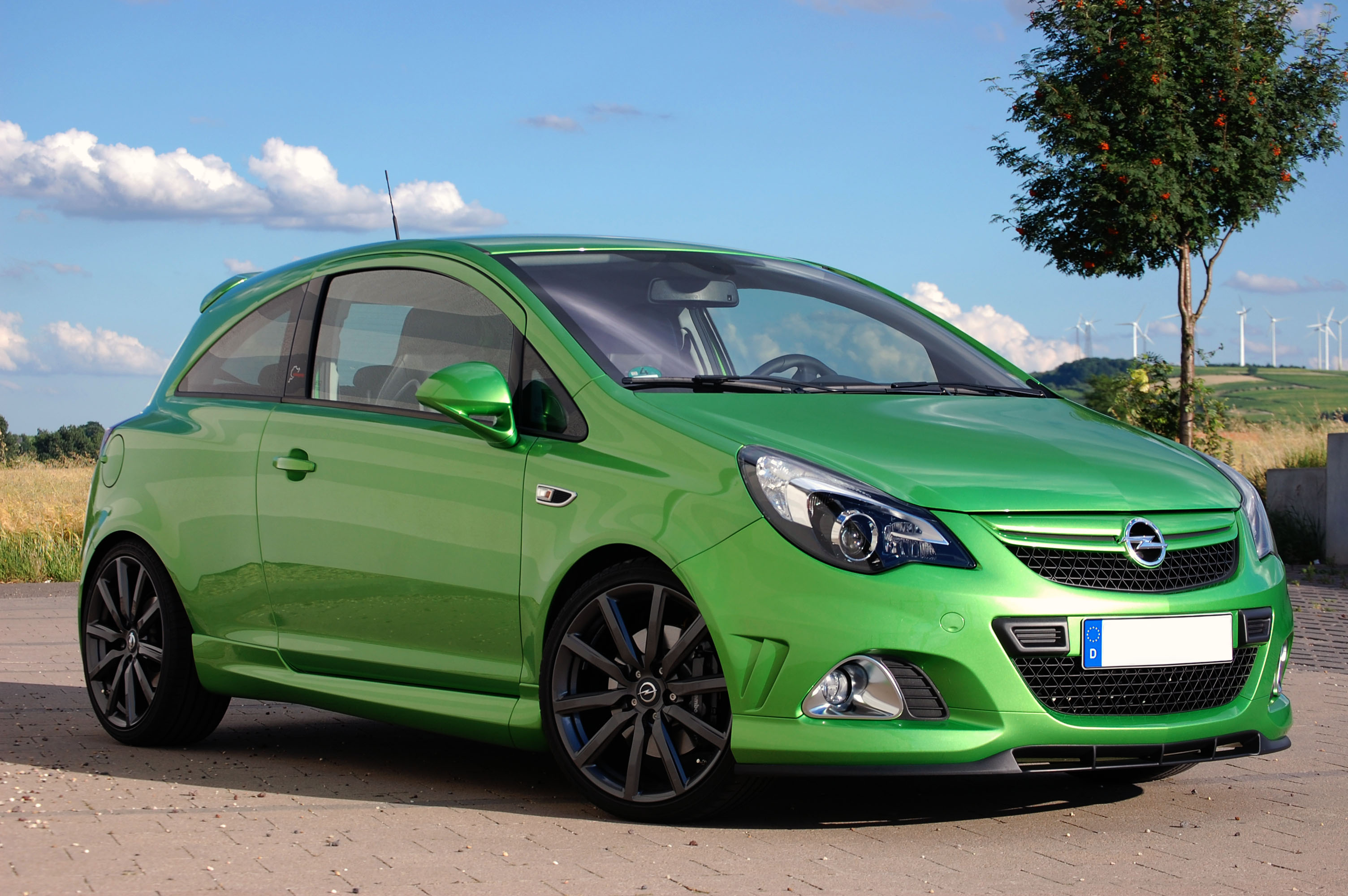
OPC Nürburgring Edition vooraanzicht (2011-2014)
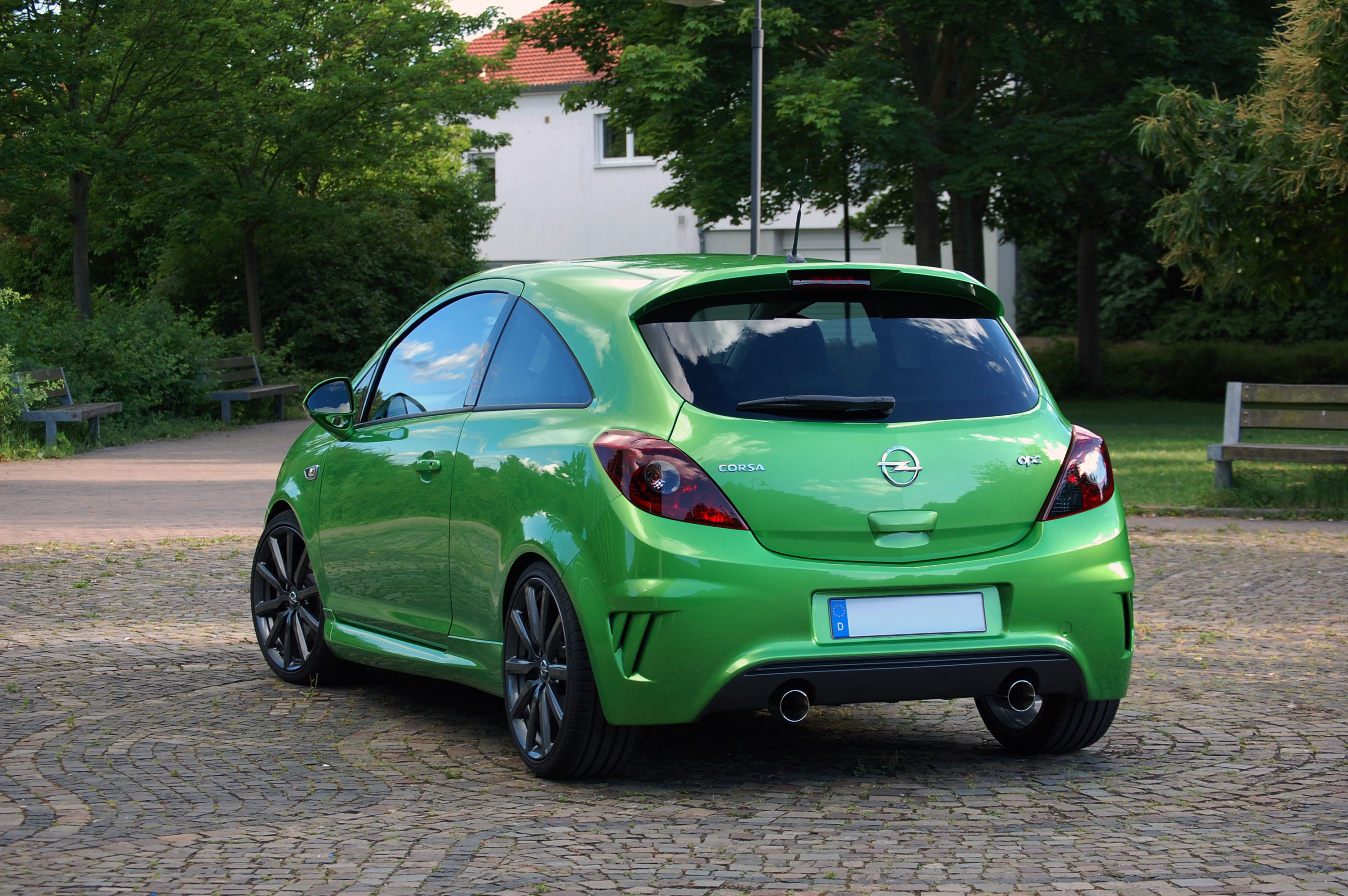
OPC Nürburgring Edition achteraanzicht (2011-2014)

### GSi
Om het gat tussen de 90 pk sterke 1.4 16V en de OPC op te vullen kwam in 2008 een GSi-uitvoering op de markt met een 1,6 liter turbo. Deze levert 110 kW (150 pk) en 210 Nm koppel. De GSi-uitvoering werd standaard voorzien van het OPC-line-pakket. In het interieur wordt de GSi gekenmerkt door rode accenten. In Nederland was de GSi alleen leverbaar als driedeursuitvoering. Vanaf januari 2010 is de GSi-uitvoering niet meer leverbaar.

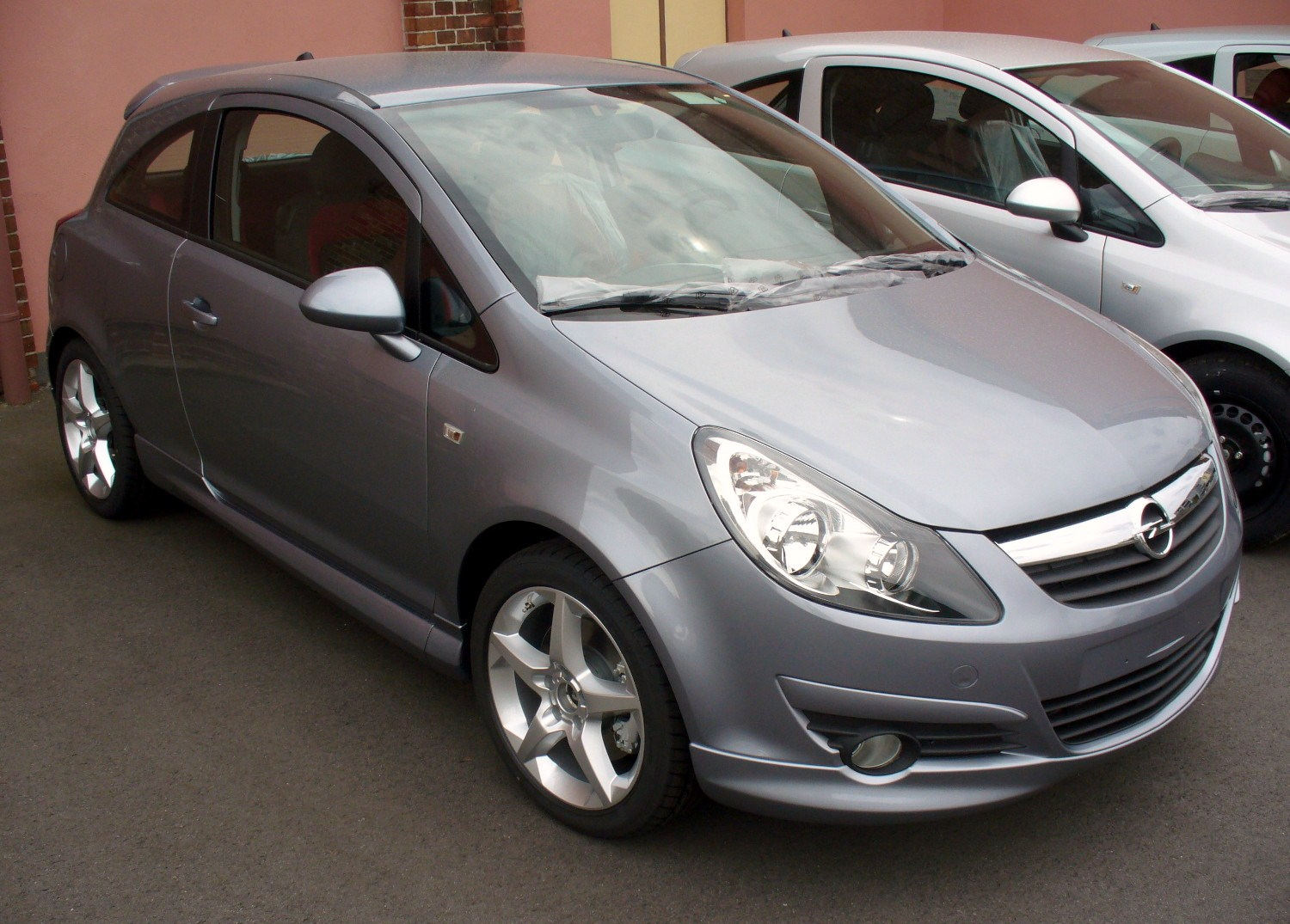
GSi vooraanzicht (2008-2010)
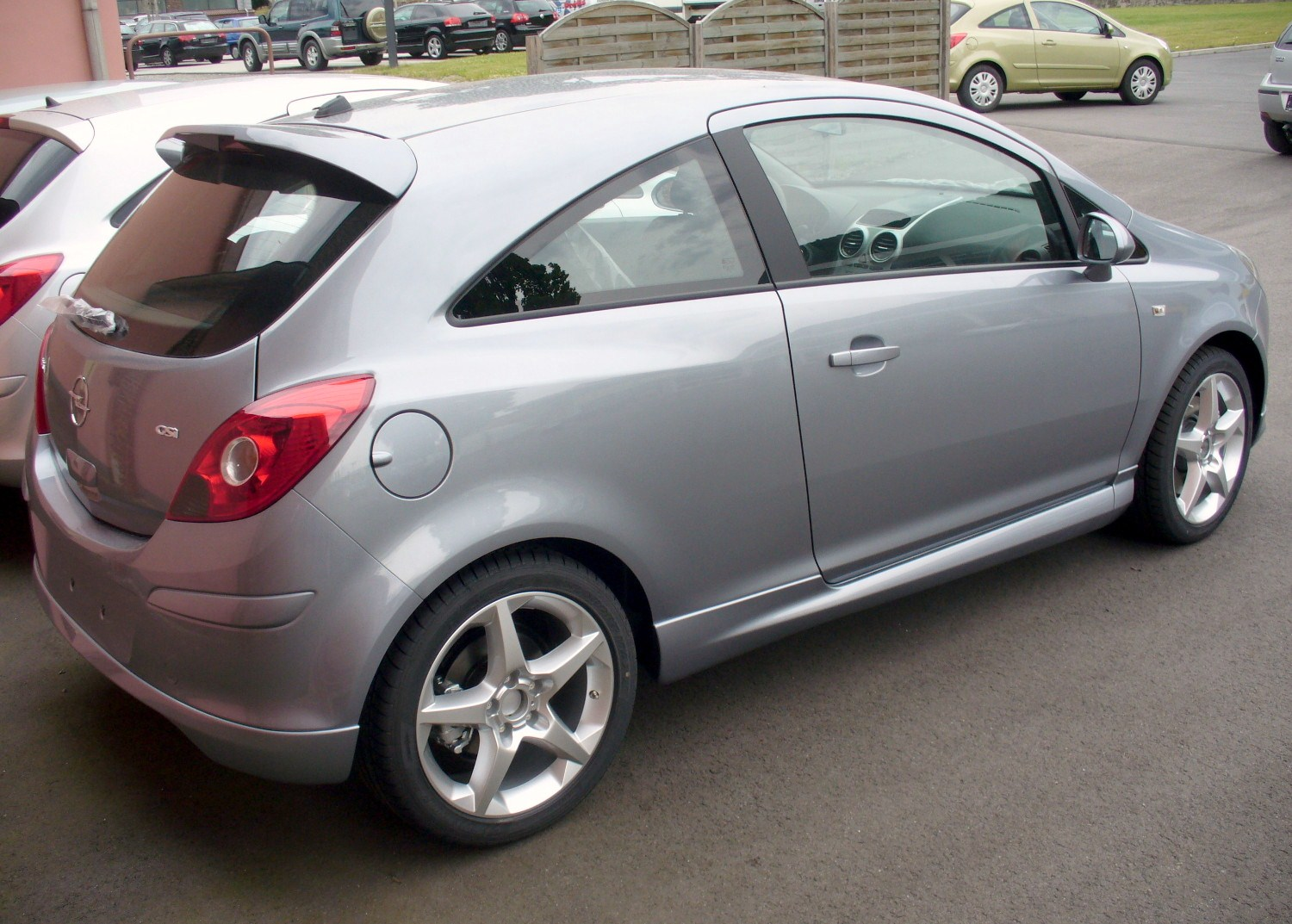
GSi achteraanzicht (2008-2010)

### Bi-fuel-uitvoering
Bij de introductie van het faceliftmodel in november 2011, kwam Opel voor de gehele Europese markt ook met een ecoFLEX bi-fuel-uitvoering. Dit model wat uitsluitend in een driedeursversie leverbaar was, had een 1.2 XER LPG 16v-motor (A12XER) die op LPG 61 kW (83 pk) levert en op benzine 86 pk. Het befaamde Omegas G3 LPG-injectiesysteem van Landi Renzo is af fabriek ingebouwd en de lpg-ringtank is op de plaats van het reservewiel gemonteerd. De lpg-vulopening is netjes naast de benzinetank vulling geplaatst en weggewerkt achter de benzineklep. Op lpg stoot de auto slechts 110 g CO2/km uit en bovendien is de verbranding door de hogere klopvastheid van de brandstof optimaal. Dit maakt dat de auto wordt aangemerkt met een energielabel A. Door de hoge dichtheid aan lpg-tankstations in Nederland en België, is er altijd een pomp in de buurt en doordat lpg in Nederland en België gemiddeld meer dan een euro per liter goedkoper is, maakt dit het rijden op lpg een zeer interessant en milieuvriendelijk alternatief.

### Modeluitvoeringen
- Corsa Njoy 2006-2008
- Corsa Business 2006-2007
- Corsa Business Executive 2006-2007
- Corsa Connect 2008
- Corsa Essential 2008
- Corsa Sport 2008
- Corsa Cosmo 2008-2013
- Corsa Limited Edition 2008 (uitsluitend driedeursversie)
- Corsa White Edition 2009-2010 (uitsluitend driedeursversie)
- Corsa OPC Line 2007-2014
- Corsa 111 Edition 2010-2011
- Corsa Color Edition ecoFLEX 2010-2013 (uitsluitend driedeursversie, ook in bi-fuel uitvoering)
- Corsa Design Edition 2011-2014
- Corsa Edition 2012-2013
- Corsa Berlin ecoFLEX bi-fuel 2013 (uitsluitend driedeursversie)
- Corsa Rhythm ecoFLEX bi-fuel 2012-2013 (uitsluitend driedeursversie)
- Corsa ecoFLEX 2010-2014
- Corsa Corsavan 2006-2014 (speciale besteluitvoering "grijs kenteken"; uitsluitend driedeursversie)
- Corsa BlitZ 2013-2014 (laatst leverbare model van de Corsa D in Nederland en België. Dit was een speciaal actiemodel voor de Nederlandse en Belgische markt, leverbaar in drie-en vijfdeurs versie met alle leverbare extra opties, ook in bi-fuel uitvoering).

### Motoren
Benzine
| Type          | Motor     | Motor     | Motor   | Vermogen | Koppel | Jaartal     | Opmerking                  |
| Type          | Inhoud    | Cilinders | Kleppen | Vermogen | Koppel | Jaartal     | Opmerking                  |
| ------------- | --------- | --------- | ------- | -------- | ------ | ----------- | -------------------------- |
| 1.0 12V       | 998 cm³   | 3-in-lijn | 12v     | 60 pk    | 88 Nm  | 2006 - 2010 |                            |
| 1.0 12v       | 998 cm³   | 3-in-lijn | 12v     | 65 pk    | 90 Nm  | 2010 - 2013 |                            |
| 1.2 16V       | 1.199 cm³ | 4-in-lijn | 16v     | 80 pk    | 110 Nm | 2006 - 2010 |                            |
| 1.2 16v       | 1.229 cm³ | 4-in-lijn | 16v     | 86 pk    | 115 Nm | 2010 - 2014 | Ook met Start-Stop systeem |
| 1.4 16V       | 1.389 cm³ | 4-in-lijn | 16v     | 90 pk    | 125 Nm | 2006 - 2009 |                            |
| 1.4 16v       | 1.398 cm³ | 4-in-lijn | 16v     | 101 pk   | 130 Nm | 2010 - 2014 | Ook met Start-Stop systeem |
| 1.4 Turbo     | 1.398 cm³ | 4-in-lijn | 16v     | 120 pk   | 175 Nm | 2012 - 2014 | Met Start-Stop systeem     |
| 1.6 GSI Turbo | 1.598 cm³ | 4-in-lijn | 16v     | 150 pk   | 210 Nm | 2008 - 2010 |                            |
| 1.6 OPC Turbo | 1.598 cm³ | 4-in-lijn | 16v     | 192 pk   | 230 Nm | 2007 - 2012 |                            |
| 1.6 OPC Turbo | 1.598 cm³ | 4-in-lijn | 16v     | 210 pk   | 280 Nm | 2011 - 2014 | Nürburgring Edition        |

Lpg
| Type        | Motor     | Motor     | Motor   | Vermogen | Koppel | Jaartal     | Opmerking        |
| Type        | Inhoud    | Cilinders | Kleppen | Vermogen | Koppel | Jaartal     | Opmerking        |
| ----------- | --------- | --------- | ------- | -------- | ------ | ----------- | ---------------- |
| 1.2 Bi-Fuel | 1.229 cm³ | 4-in-lijn | 16v     | 83 pk    | 110 Nm | 2011 - 2014 | Motorcode A12XER |
| 1.4 Bi-Fuel | 1.398 cm³ | 4-in-lijn | 16v     | 90 pk    | 125 Nm | 2008 - 2010 |                  |

Diesel
| Type     | Motor     | Motor     | Motor   | Vermogen | Koppel | Jaartal     | Opmerking                  |
| Type     | Inhoud    | Cilinders | Kleppen | Vermogen | Koppel | Jaartal     | Opmerking                  |
| -------- | --------- | --------- | ------- | -------- | ------ | ----------- | -------------------------- |
| 1.3 CDTi | 1.248 cm³ | 4-in-lijn | 16v     | 75 pk    | 170 Nm | 2006 - 2012 |                            |
| 1.3 CDTi | 1.248 cm³ | 4-in-lijn | 16v     | 90 pk    | 200 Nm | 2006 - 2010 |                            |
| 1.3 CDTi | 1.248 cm³ | 4-in-lijn | 16v     | 95 pk    | 190 Nm | 2010 - 2014 |                            |
| 1.7 CDTi | 1.686 cm³ | 4-in-lijn | 16v     | 125 pk   | 280 Nm | 2006 - 2010 |                            |
| 1.7 CDTi | 1.686 cm³ | 4-in-lijn | 16v     | 130 pk   | 300Nm  | 2010 - 2014 | Niet in Nederland geleverd |

## Corsa E (2014-2019)

### Kenmerken
In augustus 2014 presenteerde Opel de nieuwe Corsa E die voor het eerst op de Autosalon in Parijs te zien was. Het chassis van de Corsa E komt voor een groot deel overeen met dat van de Corsa D, maar onderhuids heeft Opel veel veranderd aan de nieuwe Corsa. Zo heeft Opel een nieuwe voorwielophanging gemonteerd en is de stuurinrichting gewijzigd. Ook het interieur heeft een opfrisbeurt gekregen en vertoont grote gelijkenissen met de Opel Adam. De Corsa E werd nog volledig ontwikkeld onder de vlag van GM.
De Corsa E kon optioneel geleverd worden met het IntelliLink-multimediasysteem, dat ondersteuning biedt voor het koppelen van een mobiele iPhone- of Androidtelefoon via bluetooth. Vanaf januari 2016 kon het R4.0 IntelliLink-systeem geleverd worden, dat in de Astra K geleverd kon worden en ondersteuning biedt voor Apple CarPlay en Android Auto.
Tevens nieuw voor de Corsa E waren verschillende veiligheidssystemen als blindehoekdetectie, rijbaanhulp en verkeersbordenherkenning. Ook is het mogelijk om de Corsa E zelf te laten inparkeren en waren bi-xenonkoplampen met led-dag-rijverlichting optioneel leverbaar.
Op het gebied van motoren leverde Opel de nieuwe generatie Opel Ecotec motoren die voldoen aan de Euro 6 norm, waaronder de 1.0L driecilinder Turbo Ecotec, die met 66 kW (90 pk) of 85 kW (115 pk) te krijgen was en in beide gevallen een koppel van 170 Nm levert. Ook werd er een 1.2L-,51kW- oftewel 70pk-motor, en een 1.4L-, 66kW- oftewel 90pk-motor geleverd, die net als bij zijn voorganger de Corsa D, in een ecoFLEX bi-fuelversie leverbaar was. Af fabriek leverde Opel het Omegas G3 LPG-injectiesysteem van Landi Renzo. De lpg-ringtank is ingebouwd op de plaats van het reservewiel en de lpg-tankvulling is geplaatst naast de benzinevulopening en weggewerkt achter het tankklepje. Deze Corsa stoot op LPG slechts 119 gram CO2 uit.
Als diesel was er een 95 pk sterke 1.3 CDTI leverbaar met handgeschakelde vijfbak of Easytronic 3.0 (semi-automaat). Op vrijdag 3 mei 2019 liepen in de Opel fabriek in het Duitse Eisenach de laatste Corsa E's driedeurs versies en in het Spaanse Zaragoza de vijfdeurs versies van de band en eindigde hiermee na 26 jaar de productie van de driedeurs modellen van diverse generaties Opel Corsa onder de vlag van GM bij Opel Eisenach. Vanaf het najaar van 2019 worden in Eisenach voortaan onder de vlag van Stellantis de Opel Grandland benzine-en elektrische versies geproduceerd. In Zaragoza worden vanaf augustus 2019 de nieuwe Corsa F benzine-en elektrische versies gebouwd.

### OPC
In februari 2015 werd de OPC uitvoering van de Corsa E getoond. De OPC is te herkennen aan de luchtsleuf vooraan op de motorkap, de sportievere voor- en achterbumper, een dakspoiler en een dubbele uitlaat. In het interieur zijn Recaro sportstoelen gemonteerd. De OPC heeft een 1,6 liter turbomotor met 207 pk en 245 Nm. Een sprint van 0 naar 100 gaat in 6,8 seconden en de topsnelheid ligt op 230 km/h.
Het onderstel van de OPC is 10 mm verlaagd ten opzichte van de normale Corsa en maakt gebruik van Frequency Selective Damping (FSD), wat ervoor zorgt dat de dempingskracht wordt aangepast op de dempingsfrequentie. Opel probeert hiermee een balans tussen sportiviteit en comfort te bereiken.
Optioneel kan de OPC uitgerust worden met het Performance Pakket. Daarmee krijgt de Corsa een mechanisch sperdifferentieel, 18-inch lichtmetalen velgen en Brembo-remschijven op de voorwielen.

### Modeluitvoeringen
- Selection; 2014-2019 (automaat versie met Easytronic)
- Edition; 2015-2019 (ook in bi-fueluitvoering met 66kW-90pk-motor van 1,4 liter)
- Business+; 2014-2016
- Corsavan; 2015-2018 (speciale besteluitvoering "grijs kenteken"; uitsluitend in driedeurs uitvoering)
- Color Edition; 2014-2017
- Online Edition; 2017-2019
- Black Edition 2014-2019
- Cosmo; 2014-2016
- Innovation; 2016-2019)
- OPC; 2015-2019
- OPC line; 2014-2018

### Afbeeldingen

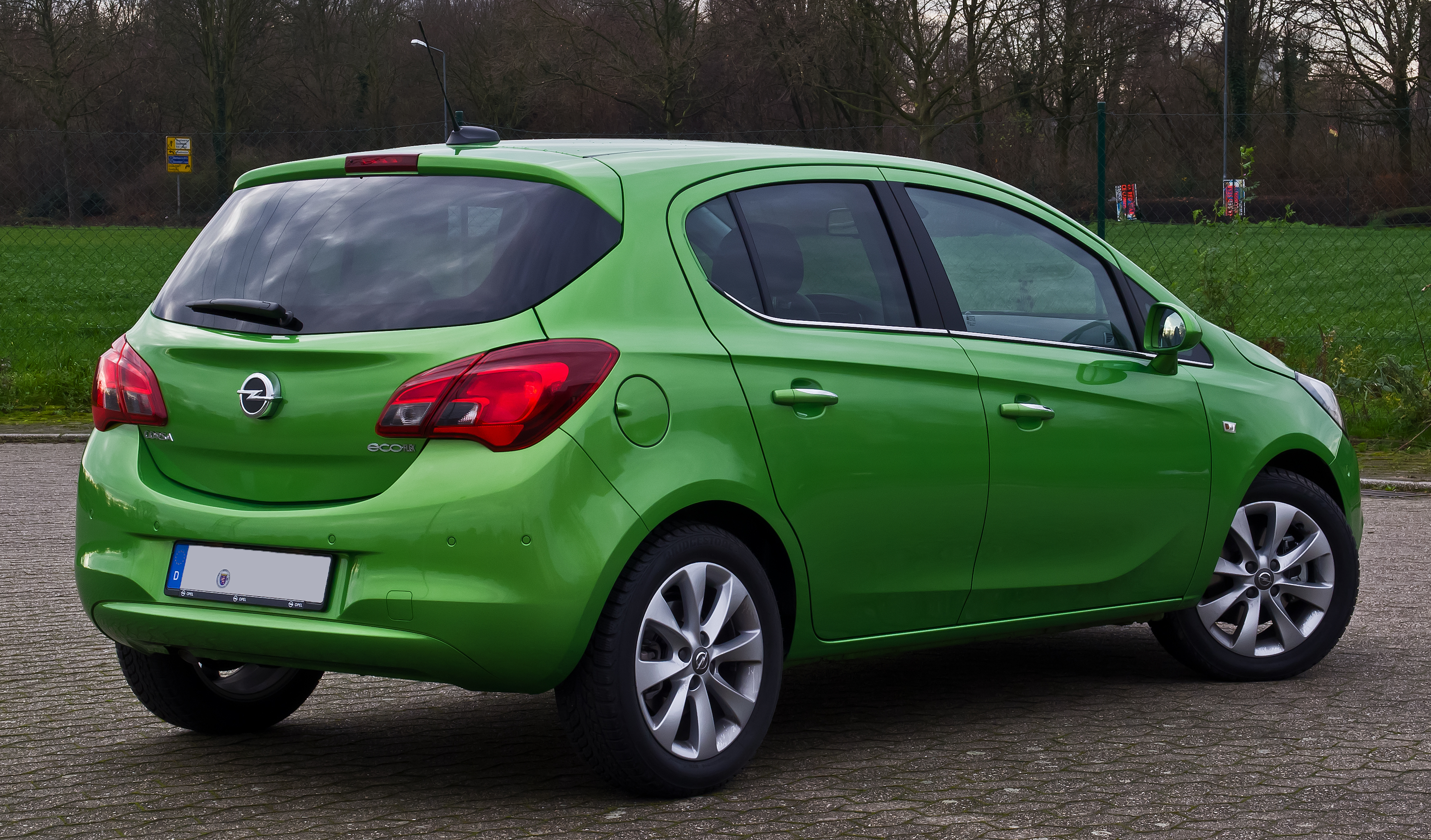
vijfdeurs achteraanzicht
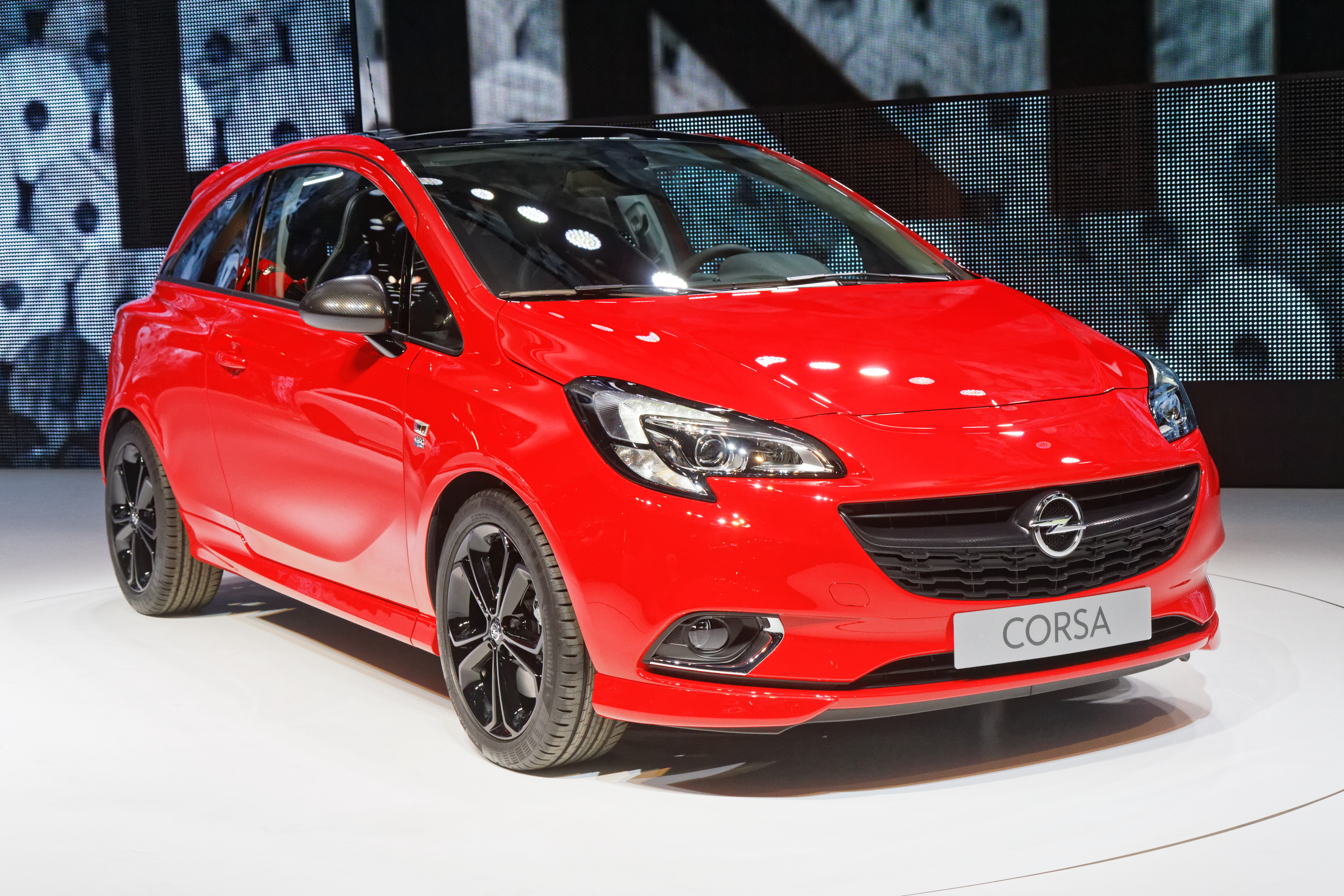
driedeurs OPC-line vooraanzicht

### Motoren
Benzine
| Type          | Motor     | Motor     | Motor   | Vermogen | Koppel | Jaartal      | Opmerking                              |
| Type          | Inhoud    | Cilinders | Kleppen | Vermogen | Koppel | Jaartal      | Opmerking                              |
| ------------- | --------- | --------- | ------- | -------- | ------ | ------------ | -------------------------------------- |
| 1.0 Turbo     | 999 cm³   | 3-in-lijn | 12v     | 90 pk    | 170 Nm | 2015 - heden | Handgeschakelde 6-bak                  |
| 1.0 Turbo     | 999 cm³   | 3-in-lijn | 12v     | 115 pk   | 170 Nm | 2015 - 2018  | Handgeschakelde 6-bak                  |
| 1.2 16v       | 1.229 cm³ | 4-in-lijn | 16v     | 70 pk    | 115 Nm | 2015-2019    | Handgeschakelde 5-bak                  |
| 1.4 16V       | 1.398 cm³ | 4-in-lijn | 16v     | 90 pk    | 130 Nm | 2015 - heden | Handgeschakelde 5-bak / Easytronic 3.0 |
| 1.6 OPC Turbo | 1.598 cm³ | 4-in-lijn | 16v     | 207 pk   | 245 Nm | 2015 - 2018  | Handgeschakelde 6-bak                  |

Lpg
| Type            | Motor     | Motor     | Motor   | Vermogen | Koppel | Jaartal     | Opmerking                              |
| Type            | Inhoud    | Cilinders | Kleppen | Vermogen | Koppel | Jaartal     | Opmerking                              |
| --------------- | --------- | --------- | ------- | -------- | ------ | ----------- | -------------------------------------- |
| 1.4 16V bi-fuel | 1.398 cm³ | 4-in-lijn | 16v     | 90 pk    | 124 Nm | 2015 - 2018 | Handgeschakelde 5-bak / Easytronic 3.0 |

Diesel
| Type     | Motor     | Motor     | Motor   | Vermogen | Koppel | Jaartal     | Opmerking                              |
| Type     | Inhoud    | Cilinders | Kleppen | Vermogen | Koppel | Jaartal     | Opmerking                              |
| -------- | --------- | --------- | ------- | -------- | ------ | ----------- | -------------------------------------- |
| 1.3 CDTi | 1.248 cm³ | 4-in-lijn | 16v     | 95 pk    | 190 Nm | 2015 - 2018 | Handgeschakelde 5-bak / Easytronic 3.0 |

## Corsa F (2019-heden)
In mei 2019 introduceerde Opel de zesde generatie van de Corsa. Het model is voor het eerst gebaseerd op de techniek van het nieuwe  moederbedrijf PSA en staat daarom op hetzelfde platform als de tweede generatie Peugeot 208. Bij de ontwikkeling van dat platform is rekening gehouden met elektrische varianten en zodoende heeft Opel van deze Corsa als eerste de elektrische variant geïntroduceerd, de Corsa-e. Deze variant wordt uitgerust met een elektromotor van 100 kW en biedt een actieradius van 330 km volgens de WLTP meetmethode. Ook zal deze nieuwe generatie van de Corsa uitsluitend als vijfdeursversie worden geproduceerd en levert Opel onder de vlag van Stellantis af fabriek géén bi-fuel (LPG) versies meer met het Omegas LPG-injectie systeem van Landi Renzo en géén versie met dieselmotor.
Eind april 2025 werd bekend dat de miljoenste Corsa F geproduceerd was.

### Afbeeldingen

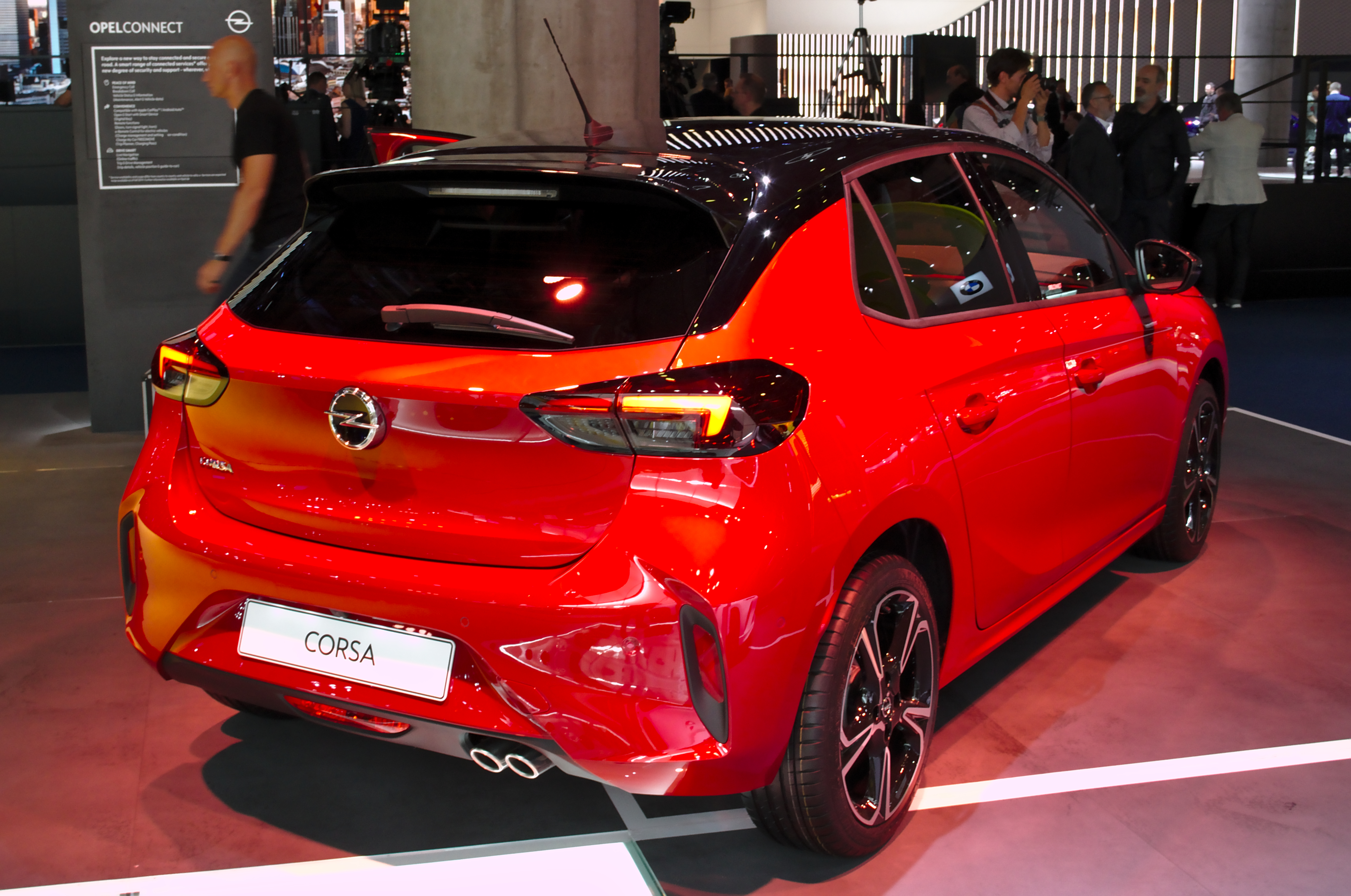
Corsa F achteraanzicht
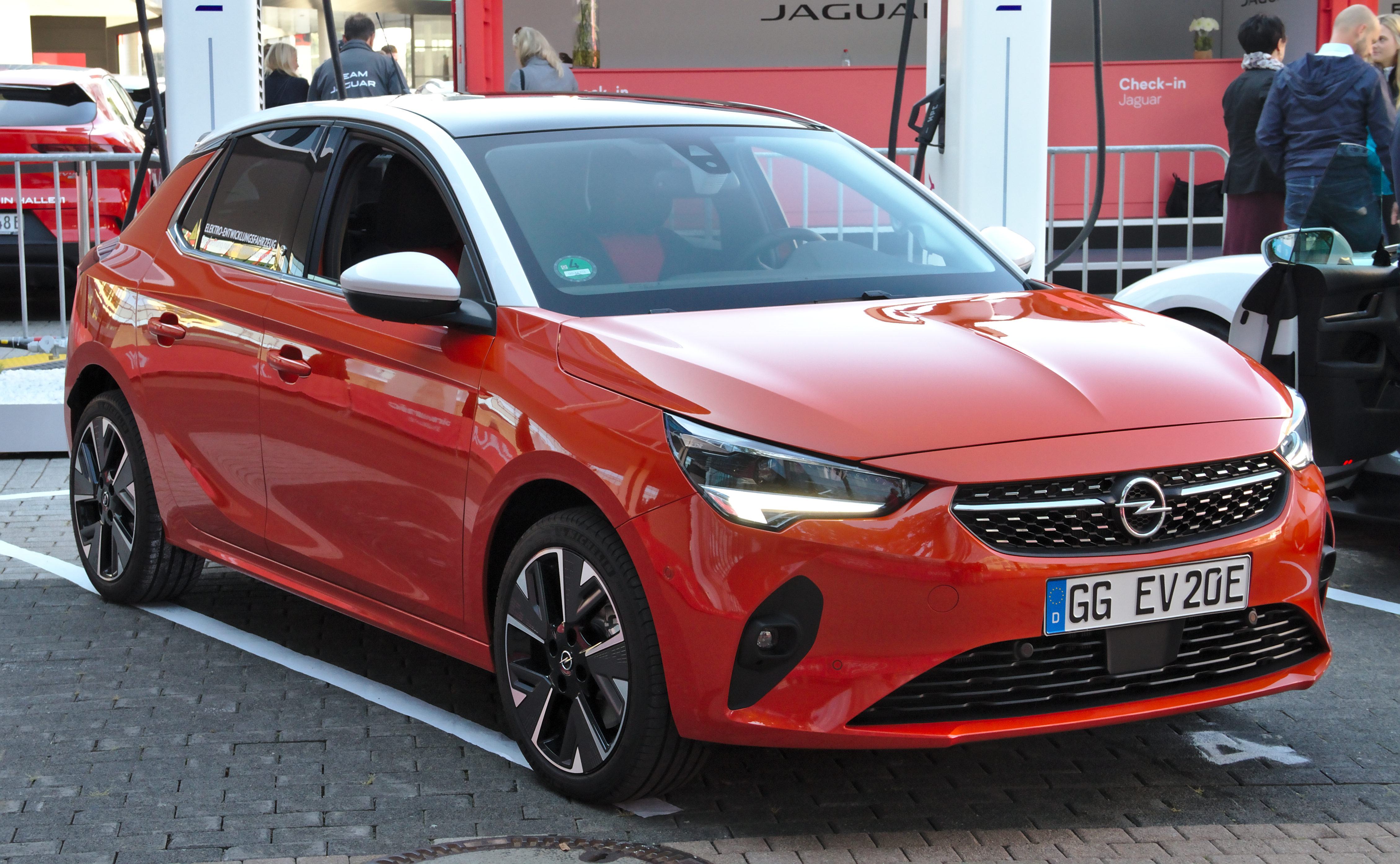
Corsa-e vooraanzicht
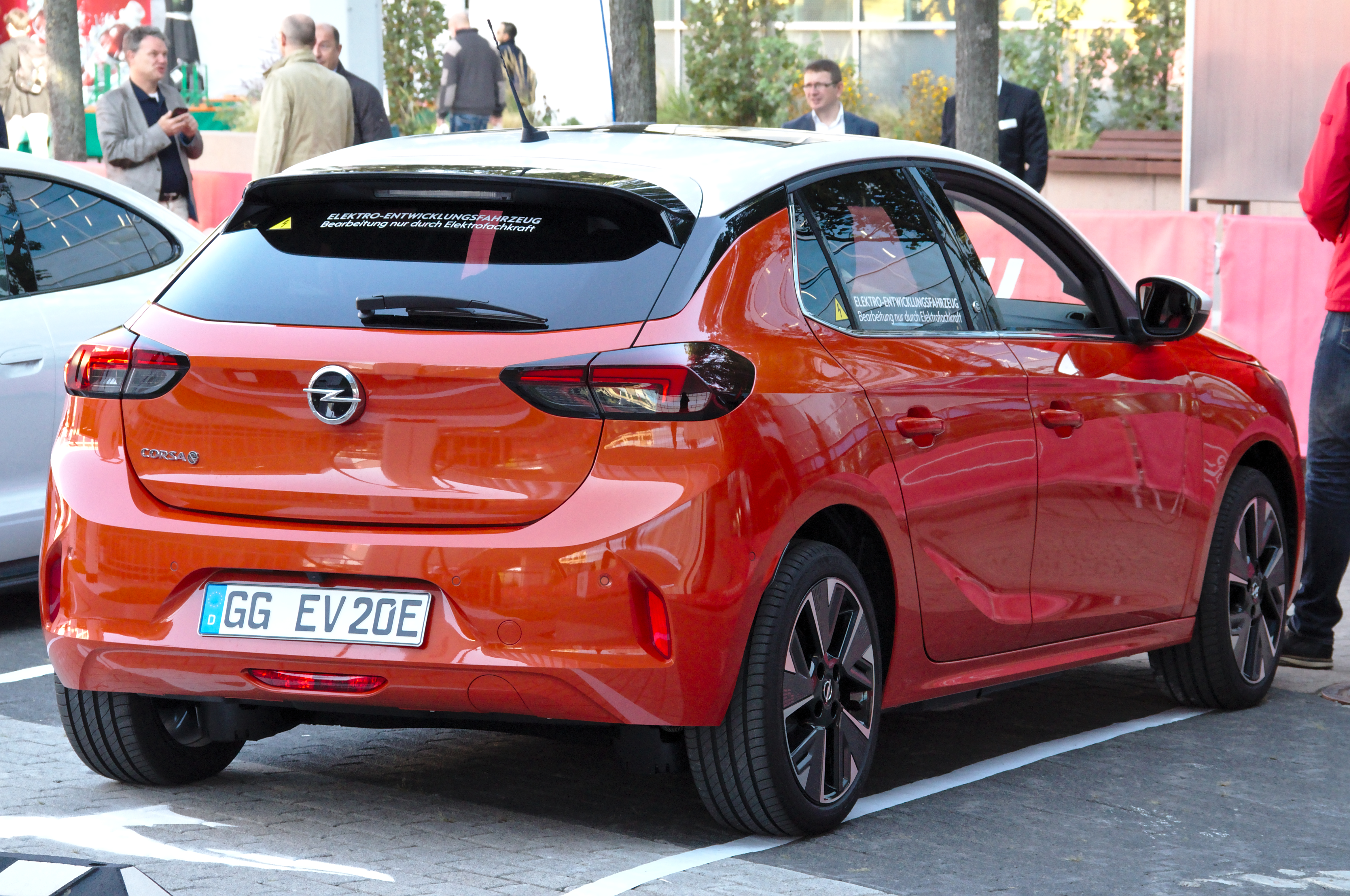
Corsa-e achteraanzicht

### Motoren
| Benzinemotoren       | Benzinemotoren | Benzinemotoren | Benzinemotoren         | Benzinemotoren | Benzinemotoren | Benzinemotoren         | Benzinemotoren | Benzinemotoren                 | Benzinemotoren | Benzinemotoren     | Benzinemotoren | Benzinemotoren |
| Model                | Type motor     | Cilinderinhoud | Vermogen               | Koppel         | Topsnelheid    | Acceleratie 0-100 km/h | Uitstoot       | Versnellingsbak                | Accupakket     | Actieradius (WLTP) | Jaar           | Opmerking      |
| -------------------- | -------------- | -------------- | ---------------------- | -------------- | -------------- | ---------------------- | -------------- | ------------------------------ | -------------- | ------------------ | -------------- | -------------- |
| 1.2 Start/Stop       | I3             | 1199cm³        | 55 kW (75pk) @5750rpm  | 118Nm @2750rpm | 174 km/h       | 13,2 s                 | 93 g/km        | 5-versnellingen handgeschakeld | -              | -                  | 2019-          |                |
| 1.2 Turbo Start/Stop | I3 Turbo       | 1199cm³        | 75 kW (100pk) @5500rpm | 205Nm @1750rpm | 194 km/h       | 9,9 s                  | 96 g/km        | 6-versnellingen handgeschakeld | -              | -                  | 2019-          |                |
| 1.2 Turbo Start/Stop | I3 Turbo       | 1199cm³        | 75 kW (100pk) @5500rpm | 205Nm @1750rpm | 192 km/h       | 10,8 s                 | 99 g/km        | 8-traps automaat               | -              | -                  | 2019-          |                |
| 1.2 Turbo Start/Stop | I3 Turbo       | 1199cm³        | 96 kW (130pk) @5500rpm | 230Nm @1750rpm | 208 km/h       | 8,7 s                  | 103 g/km       | 8-traps automaat               | -              | -                  | 2019-          |                |
| Dieselmotoren        |                |                |                        |                |                |                        |                |                                |                |                    |                |                |
| Model                | Type motor     | Cilinderinhoud | Vermogen               | Koppel         | Topsnelheid    | Acceleratie 0-100 km/h | Uitstoot       | Versnellingsbak                | Accupakket     | Actieradius (WLTP) | Jaar           | Opmerking      |
| 1.5 Start/Stop       | I4 Turbo       | 1499cm³        | 75 kW (102pk) @5500rpm | 250Nm @1750rpm | 188 km/h       | 10,2 s                 | 85 g/km        | 6-versnellingen handgeschakeld | -              | -                  | 2019-          |                |
| Elektromotoren       |                |                |                        |                |                |                        |                |                                |                |                    |                |                |
| Model                | Type motor     | Cilinderinhoud | Vermogen               | Koppel         | Topsnelheid    | Acceleratie 0-100 km/h | Uitstoot       | Versnellingsbak                | Accupakket     | Actieradius (WLTP) | Jaar           | Opmerking      |
| Corsa-e              | Elektromotor   | -              | 100 kW (136 pk)        | 260 Nm         | 150 km/h       | 8,1 s                  | -              | 1-traps overbrenging           | 50 kWh         | 330 km             | 2020-          |                |
| Corsa Electric       | Elektromotor   | -              | 115 kW (156 pk)        | 260 Nm         | 150 km/h       | 8,1 s                  | -              | 1-traps overbrenging           | 51 kWh         | 405 km             | 2023-          |                |